# Rheindahlen
Rheindahlen (bis 1878 Dahlen und vom frühen Mittelalter bis zur Frühen Neuzeit um das Jahr 1700 Dalen) ist ein Ort im Westen der kreisfreien Stadt Mönchengladbach in Nordrhein-Westfalen. Seit der Neugliederung der Mönchengladbacher Stadtbezirke am 22. Oktober 2009 ist Rheindahlen dem flächenmäßig größten Stadtbezirk West zugeordnet. Seit der Verleihung der Nideggener Stadtrechte im Jahr 1354 bis zur Eingemeindung der Bürgermeisterei Rheindahlen zur Stadt München-Gladbach am 30. Juni 1921 war der Ort eine eigenständige Stadt.
Der ursprüngliche Ortsname Dahlen wurde im Jahr 1878 im preußischen Regierungsbezirk Düsseldorf auf Erlass Kaiser Wilhelms I. in Rheindahlen umbenannt. Die Umbenennung hatte in erster Linie postalische Gründe, um eine Verwechslung des Dahlen in der Rheinprovinz mit der im Norddeutschen Postbezirk liegenden Gemeinde Dahlen in Sachsen zu vermeiden. Die alten Namen bedeuten sprachhistorisch „Delle“, was die Lage des Ortes in einer Vertiefung ausdrückt.

## Geografie

### Lage und Umgebung
Rheindahlen liegt im Stadtbezirk West, der flächenmäßig größte Stadtbezirk der Stadt Mönchengladbach. Er liegt im Südwesten des Stadtgebiets und grenzt im Westen an die Gemeinde Schwalmtal und im Südwesten an die Stadt Wegberg im Kreis Heinsberg. Nachbargemeinden im Stadtgebiet von Mönchengladbach sind Hardt im Norden, Rheydt im Osten und Wickrath im Süden. Das Zentrum von Rheindahlen liegt rund 7,5 Kilometer südwestlich des Mönchengladbacher Stadtzentrums.

### Landschaft und Geologie
Rund um Rheindahlen ist das Landschaftsbild von den westlichen Ausläufern der Jülich-Zülpicher Börde geprägt. Der Ort liegt am Südrand des Niederrheinischen Tieflandes auf der Schwalm-Nette-Platte, die sich im westlichen Teil des Stadtgebietes durch wasser- und waldreiche Gebiete auszeichnet. Im Süden befindet sich das Niersquellgebiet. Die Rheindahlener Landschaft liegt am Südrand der Mönchengladbacher Lehmebene und steigt nach Süden hin an. Der niedrigste Punkt misst 65 m ü. NN, der höchste Punkt 80 m ü. NN. Der Ort selbst liegt 70– 73 m ü. NN.
Geologisch gehört das Ortsgebiet zur Niederrheinischen Bucht an deren Westrand es liegt. Die oberste Bodenschicht besteht überwiegend aus dem landwirtschaftlich gut nutzbaren Löss, der in der letzten Kaltzeit in bis zu 10 m mächtigen Schichten auf Kies und Sand des Rheins abgelagert wurde. Darunter liegen Kiese, Sande, Tone und Braunkohleschichten des Tertiärs. Die Braunkohle der Niederrheinischen Bucht erreicht zum Teil große Mächtigkeit und wird in großen Tagebauen abgebaut (im Gebiet von Rheindalen im Tagebau Garzweiler); das Braunkohle-Flöz Morken hat zum Beispiel eine Mächtigkeit von rund 150 m. In durchlässigen Schichten wie Kiesen und Sanden ist Grundwasser in mehreren übereinander liegenden Stockwerken vorhanden. Die Stockwerke werden von wenig durchlässigen Schluff- und Tonschichten getrennt.
Das Grundwasser wird durch Brunnen und Sümpfungsmaßnahmen rund um den Tagebau Garzweiler abgepumpt. Durch das Abpumpen des Grundwassers kommt es verbreitet zu Bergschäden infolge von Bodensenkungen. In einzelnen Fällen verursacht die Sümpfung sogar Bewegungen auf den ansonsten nicht oder kaum aktiven geologischen Verwerfungen, die die Niederrheinische Bucht untergliedern. Der in Ost-West-Richtung verlaufende Rheindahlener Sprung etwa ist durch die Sümpfungsmaßnahmen in Bewegung geraten. Er verläuft aus Richtung des JHQ Rheindahlen bis in den Stadtteil Rheydt und sorgt bedingt durch die Grundwasserabsenkungen und der resultierenden Sedimentbewegungen entlang des Versatzes der Rheydter- und Günhovener Teilschollen für Bergschäden im Stadtgebiet von Mönchengladbach.

### Klima
Das Klima Rheindahlens ist insbesondere durch den atlantischen Golfstrom und dem Übergang zwischen ozeanischem und kontinentalem Klima beeinflusst. Niederschläge gibt es zu jeder Jahreszeit und er herrscht vorwiegend Wind aus südwestlichen Richtungen. Die jährliche Niederschlagsmenge beträgt rund 730 Millimeter, wobei der Juli der niederschlagsreichste und der September der niederschlagsärmste Monat ist. Die Sommer sind in der Regel warm und die Winter durch maritimes Klima bedingt mild. Im Juli liegt die mittlere Temperatur bei 20 °C, im Januar bei 0,5 °C. Die Dauer der kalten Periode mit einem Temperatur-Minimum unter 0 °C beträgt im Durchschnitt weniger als 60 Tage, die Anzahl der Sommertage mit Temperaturen über 25 °C liegt bei 30 Tagen, wobei es zusätzlich acht Tropentage mit Tagestemperaturen von mehr als 30 °C und Nachttemperaturen über 20 °C geben kann und insgesamt an 20 Tagen mit Gewittern zu rechnen ist.
|                        | Jan  | Feb  | Mär  | Apr  | Mai  | Jun  | Jul   | Aug  | Sep  | Okt  | Nov   | Dez  |   |       |
| Mittl. Temperatur (°C) | 0,5  | 4,0  | 7,1  | 14,1 | 15,7 | 17,3 | 19,8  | 20,2 | 16,4 | 11,3 | 10,4  | 3,3  | ⌀ | 11,7  |
| Mittl. Tagesmax. (°C)  | 6,4  | 8,6  | 10,2 | 18,4 | 21,6 | 24,8 | 26,1  | 26,2 | 20,7 | 19,8 | 14,1  | 11,5 | ⌀ | 17,4  |
| Mittl. Tagesmin. (°C)  | −8,9 | 0,2  | 4,8  | 11,2 | 10,1 | 10,8 | 14,2  | 15,5 | 13,6 | 4,9  | 6,9   | −9,5 | ⌀ | 6,1   |
|                        |      |      |      |      |      |      |       |      |      |      |       |      |   |       |
| Niederschlag (mm)      | 33,2 | 53,4 | 66,1 | 28,7 | 28,3 | 66,5 | 111,5 | 34,3 | 28,4 | 92,7 | 107,9 | 78,4 | Σ | 729,4 |

| −8,9 |

| 0,2 |

| 4,8 |

| 11,2 |

| 10,1 |

| 10,8 |

| 14,2 |

| 15,5 |

| 13,6 |

| 4,9 |

| 6,9 |

| −9,5 |

| −8,9 |

| 0,2 |

| 4,8 |

| 11,2 |

| 10,1 |

| 10,8 |

| 14,2 |

| 15,5 |

| 13,6 |

| 4,9 |

| 6,9 |

| −9,5 |

### Gliederung
Der ehemalige Stadtbezirk Rheindahlen (seit 2009 Mönchengladbach West) besteht aus den neun Stadtteilen Wickrath-Mitte, Wickrath-West, Wickrathberg, Wanlo, Hehn, Holt, Hauptquartier, Rheindahlen-Land und Rheindahlen-Mitte.
Während sich Rheindahlen-Mitte auf den Stadtkern und die umliegenden, nach dem Zweiten Weltkrieg entstandenen Straßen und Wohngebiete beschränkt, umfasst Rheindahlen-Land 36 Honschaften rund um das Zentrum Rheindahlens. Die Honschaften sind folgende:
| Honschaften, Rheindahlen-Land Mönchengladbach, Stadtbezirk West       |                 |                 |
| Übersichtskarte von Rheindahlen-Land im Mönchengladbacher Stadtgebiet |                 |                 |
| Bau                                                                   | Gerkerathwinkel | Merreter        |
| Baum                                                                  | Griesbarth      | Peel            |
| Broich                                                                | Grotherath      | Saas            |
| Dorthausen                                                            | Günhoven        | Schriefers      |
| Eickelnberg                                                           | Herdt           | Schriefersmühle |
| Gatzweiler                                                            | Hilderath       | Sittard         |
| Genhausen                                                             | Knoor           | Sittardheide    |
| Genhodder                                                             | Koch            | Viehstraße      |
| Genholland                                                            | Kothausen       | Voosen          |
| Genhülsen                                                             | Mennrath        | Wolfsittard     |
| Gerkerath                                                             | Mennrathheide   | Woof            |
| Gerkerathmühle                                                        | Mennrathschmidt | Wyenhütte       |
|                                                                       |                 |                 |
| Informationen zu Mönchengladbacher Stadtbezirken und Stadtteilen      |                 |                 |

Im Jahr 1833 werden zur Bürgermeisterei Dahlen folgende Honschaften gezählt:
- Die Weiler: Bau, Baum, Bockert (nicht das Bockert, Ortsteil von Viersen), Dorthausen, Eickelnberg, Genhausen, Genhodder, Griesbart, Grotherath, Günhoverhütte, Knoor, Kothausen, Mennratherheid, Saas, Schmidt, Schrievers, Viehstraß, Winkel
- Die Dörfer: Broich, Genhülsen, Gerkerath, Günhoven, Koch, Mennrath. Wolfsittard
- Die Honschaften: Aufm Feldchen, Gatzweiler, Genholland, Herdt, Hilderath, Merreter, Sittard, Sittardheid, Voosen, Woof, Wyenhütt
- Die Bauernhöfe: Gennenhöfchen, Martinenhöfchen, Südderatherhof
- Die Mühlen: Gerkerathermühle (Windmühle), Knippertzmühle (Wassermühle), Schriefersmühle (Windmühle), Vollmühle (Wassermühle)
- Die Einzelhäuser: Peel, An der Stappen

Die Postleitzahl Rheindahlens ist 41179. Bis zur Einführung der fünfstelligen Postleitzahlen war die Bezeichnung 4050 Mönchengladbach 5.

## Geschichte

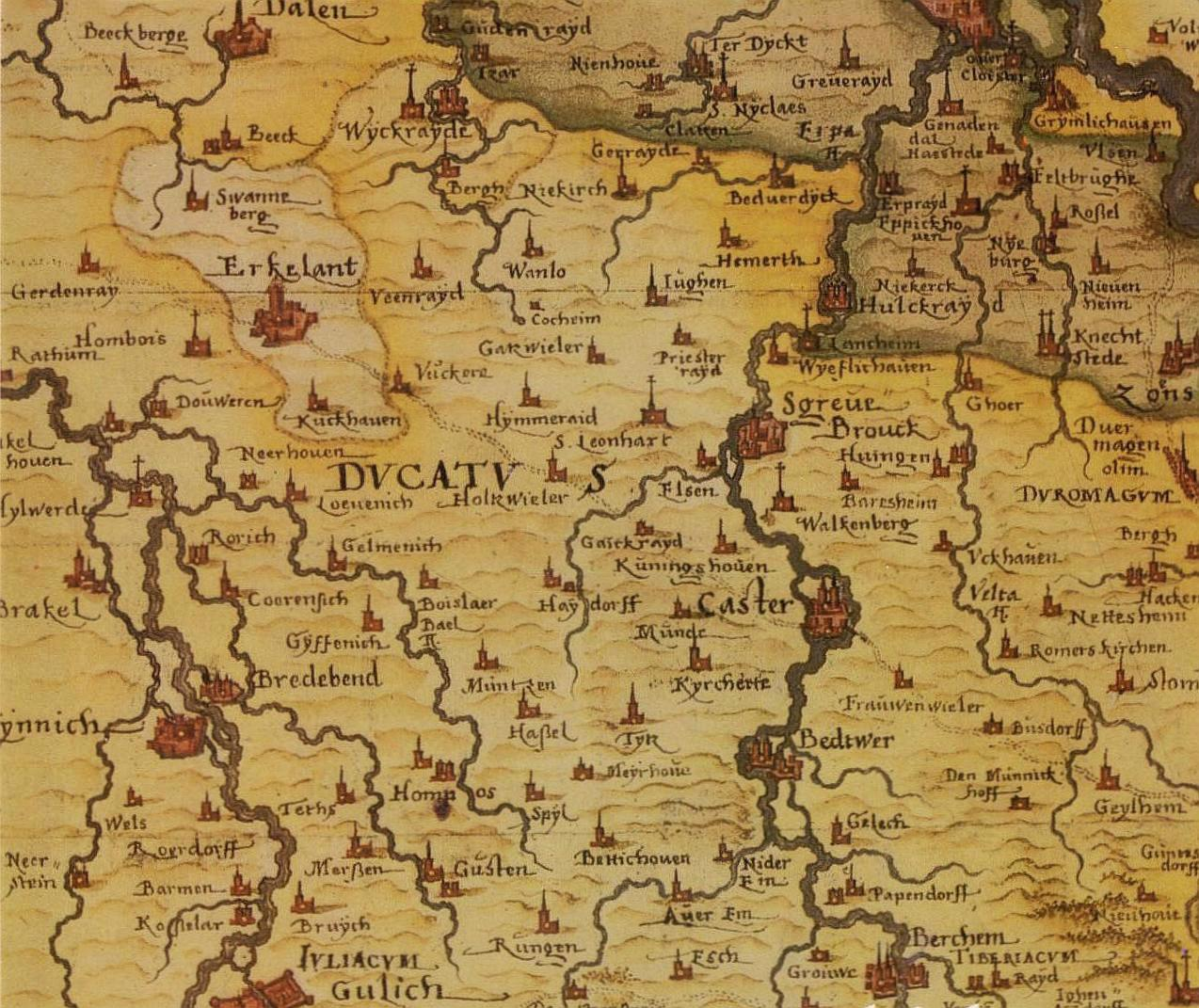
Kartenausschnitt Niederrhein zwischen Rhein, Erft und Rur von 1557 mit der Ortschaft Dalen im Norden

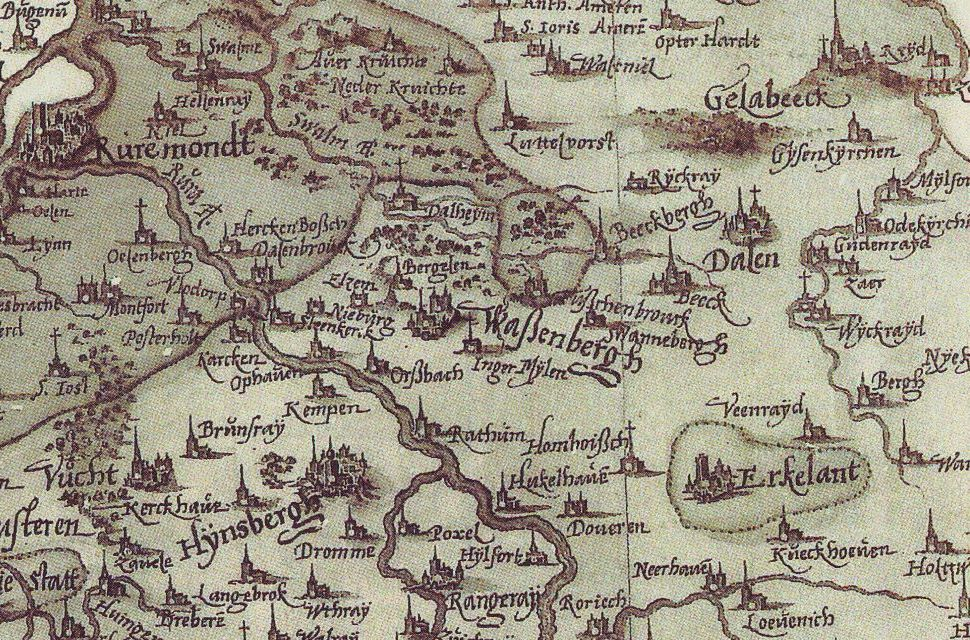
Dalen im Manuskriptatlas des Christian Sgrothen, vor 1573

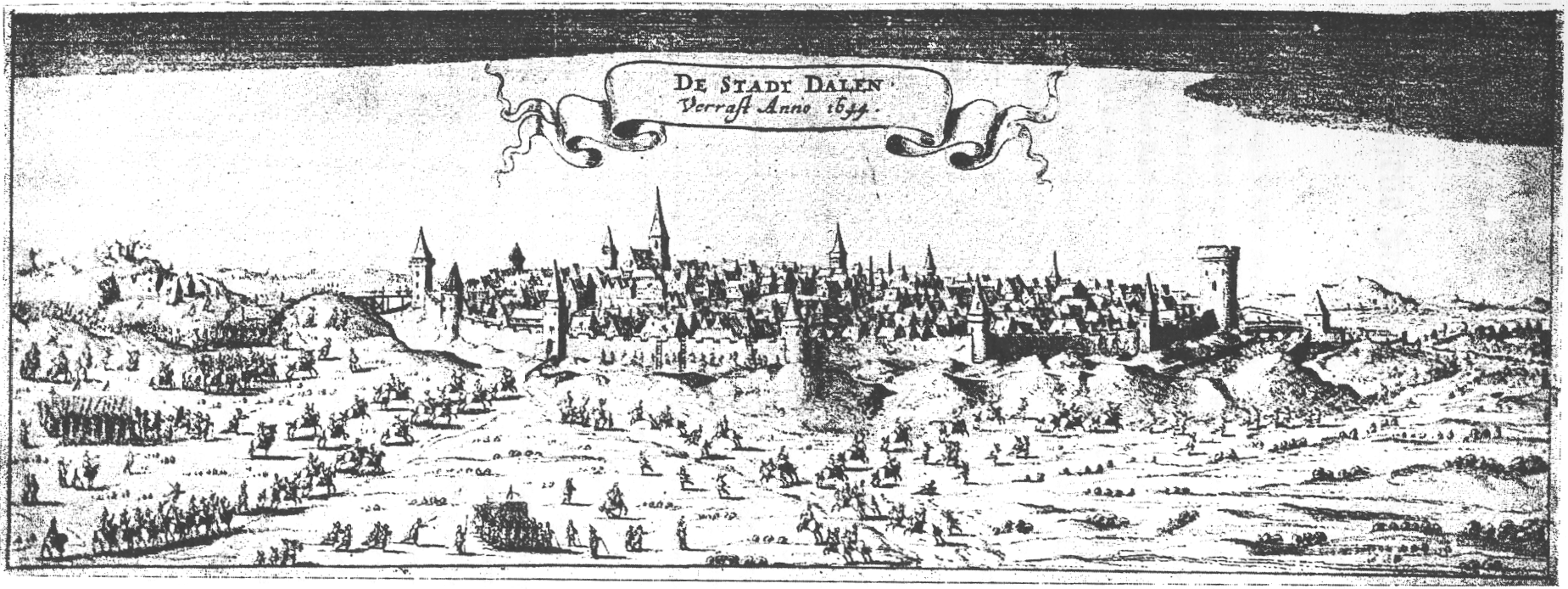
Phantasievolle Darstellung der Stadt von Isaac Commelin zur Zeit der hessischen Plünderung am 9. Mai 1644. Der offenbar holländische Stich hält sich im linken Teil an die Vorlage von Frans Hogenberg. Der Kupferstecher kann keine Ortskenntnis gehabt haben, was an der falschen Anzahl der Türme sowie der dargestellten Stadtmauer mit Schlitzscharten und Zinnengiebeln ersichtlich ist.

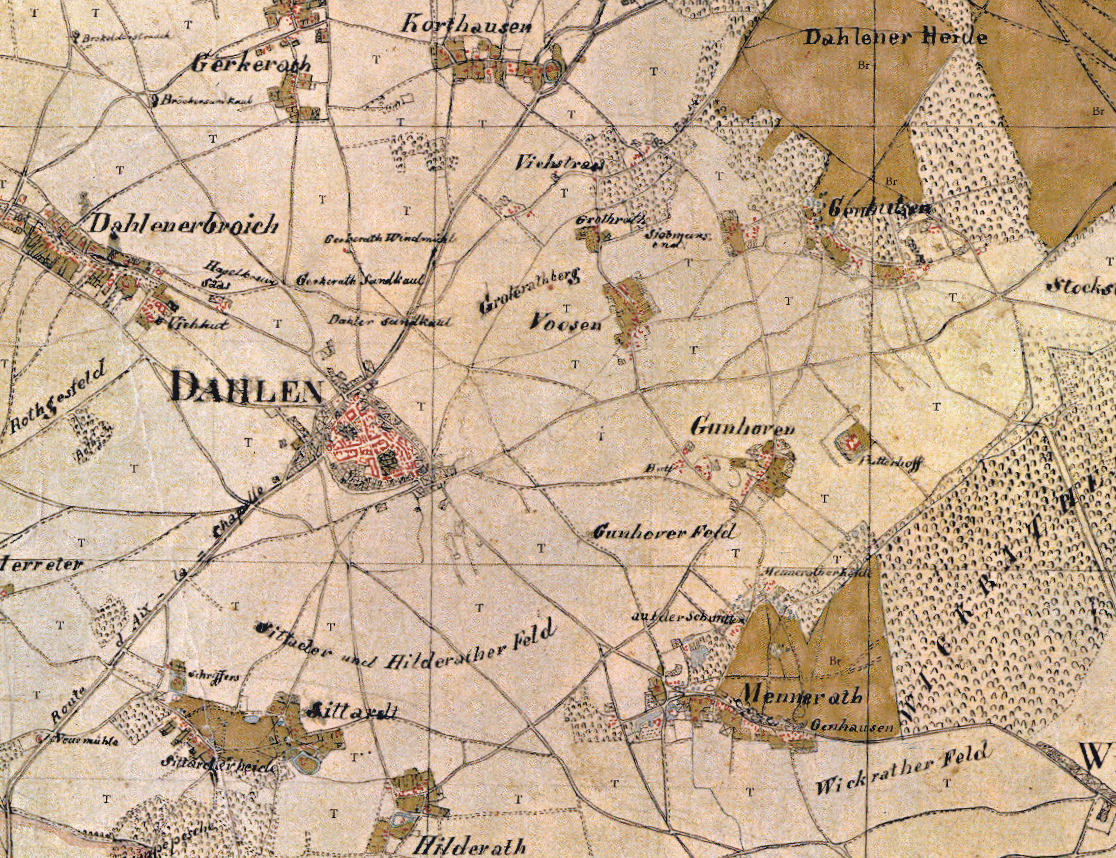
Dahlen mit Umgebung auf der Tranchot-Karte von 1806/07

### Vor- und Frühgeschichte
In Rheindahlen wurden Überreste von Siedlungen aus der Alt- und Jungsteinzeit zwischen 220.000 und 120.000 vor heute gefunden, es konnten zudem Fossilien von Homo heidelbergensis und Neandertalern nachgewiesen werden. Rheindahlen ist mithin eine äußerst ergiebige Fundstätte von fossilen Überresten, die sich vorbildlich im Boden, der vorwiegend aus Lehm besteht, erhalten haben. In archäologischen Fachkreisen ist dieser Fundort seit 1908 überregional bekannt. In der nahen Vergangenheit wurden im südlichen Stadtgebiet, in der Nähe der stillgelegten Ziegelei Dreesen archäologische Ausgrabungen getätigt, die maßgeblich zur Bestimmung des Jagd- und Siedlungsraumes des Neandertalers beigetragen haben. Ein 1994 gefundener Faustkeil wurde im Stadtzentrum Rheindahlens im Jahr 2003 als dreizehnfach vergrößerte Bronzeplastik aufgestellt; er erinnert an die Frühgeschichte des Ortes.
Aus dem 3. Jahrhundert ist eine römische Siedlung im Hardter Wald nördlich des Stadtgebietes nachweisbar. Diese wurden 1954 im beim Bau des NATO-Hauptquartiers nördlich von Rheindahlen entdeckt. Hinweise auf römische Siedlungen wurden unter anderem bei Genholland, Genhülsen, Griesbarth, Hilderath, Merreter und Peel gefunden, darunter ein 1961 entdeckter 89 Zentimeter hoher Matronenstein aus dem 2. Jahrhundert und vermutlich Reste einer Straße. Bei Ausgrabungen im Rheindahlener Stadtkern wurden 2010 Überreste von Kellergewölben und Bebauung gefunden, die auf einen Zeitraum zwischen dem 10. und 13. Jahrhundert datiert werden konnten. Daneben gab es in Mennrath, Sittard und Schriefershof frühmittelalterliche Motten.

### Etymologie
Der ursprüngliche Name Rheindahlens lautete „Dale“. Er entstand wahrscheinlich im 9. oder 10. Jahrhundert, als Geländebeschaffenheiten für Siedlungen gebräuchlich waren. Der Name „Dale“ leitet sich in diesem Fall von Dal ab, was Tal oder Mulde bedeutet.
Während der heutige Name Rheindahlens mindestens bis um 1500 und spätestens bis in das Jahr 1700 Dalen lautete, änderte er sich zu Beginn des 18. Jahrhunderts in Dahlen. Aufgrund der Vielzahl an Orten mit den Namen Dahl, Dalheim, Dalem und Dalhem wurde es für den um 1870 aufkommenden Postverkehr immer schwieriger, die einzelnen Orte auseinanderzuhalten. Aufgrund der Lage Dahlens in der Rheinprovinz wurde vorgeschlagen, die Stadt in Rheindahlen umzubenennen. Dies genehmigte ein Erlass des preußischen Königs Wilhelm I. vom 24. Dezember 1877. Veröffentlicht wurde der Erlass im Preußischen Ministerialblatt am 15. Februar 1878.
Anfang des 20. Jahrhunderts beriet die Gemeindevertretung der Stadt Rheindahlen über eine Eingemeindung in die Stadt Gladbach. Der damalige Gladbacher Oberbürgermeister Hermann Piecq plante die Eingemeindungen von Neuwerk, München-Gladbach-Land und Rheindahlen. Sie kam am 18. Juli 1921 zustande, somit verlor Rheindahlen die Selbständigkeit und hieß von da an M.Gladbach-Rheindahlen. Nach dem Zweiten Weltkrieg lautet der Name Rheindahlen.

### Grundherrschaft
Erstmals wird Dalen im Jahr 861 als ein im Mühlgau (lateinisch pago molense) gelegenes Dorf (lateinisch villa) erwähnt, welches zur Diözese Lüttich gehörte. Sechs Jahre später findet sich eine urkundliche Erwähnung als Dalon, eine Rodungssiedlung vermutlich auf Königsgut zur Zeit der Karolinger. Etymologisch leitet sich Dalen von Delle oder kleines Tal ab. In den Archiven der Abtei Prüm findet sich die Abschrift einer Urkunde, nach der König Lothar II. am 20. Januar 867 mit Otbert, einem Vasallen des Grafen Matfried II. aus dem Eifelgau Güter und Ländereien tauscht. Unter anderem überließ der König diesem im Moselgau in der Mark wanolon ein Amtslehen des Sigar:

“in pago moslense in commarca wanolon benificium Sigari […]”

Aufgrund dieses Übersetzungsfehlers wurde Dalon daraufhin fälschlicherweise für das heutige Rheindahlen gehalten. Viel mehr ist das heutige Spangdahlem bei Prüm in der Eifel gemeint. Einen Beweis dafür liefern erhaltene Schriften des Kölner Klosters Cunibert, die Zehntrechte des Stifts in Wehlen an der Mosel beschreiben. Ein weiterer Beweis dafür, dass mit Dalon nicht das spätere Dahlen gemeint sein kann, wird dadurch erhärtet, dass weder im heutigen Rheindahlen selbst, noch in den umliegenden Ortschaften Spuren aus der Zeit der Karolinger oder der Merowinger Zeit gefunden wurden.
Die erste sichere, urkundlich belegte, Erwähnung findet sich im Jahr 1188/89 in einer Gütererwerbsliste des Kölner Erzbischofs Philipp von Heinsberg. In dieser Liste werden rund 100 Käufe von Gütern in Dale aufgeführt. Eine Verwechslung mit der westfälischen Burg Dale kann hier ausgeschlossen werden, da das Kölner Domkapitel dort keine Besitztümer vorzuweisen hatte. Von 1305 an besaß das Domkapitel daneben 14 Morgen Land im benachbarten Mennrath und bis in das 20. Jahrhundert gehörte dem Erzbistum Köln ein Grundstück in der Stadt. Aus einer Urkunde des Jahres 1240 ist zu entnehmen, dass Hildegar von Dalen und dessen Bruder Symon Zeugen einer Schenkung des Ritters Otto von Wykerode waren. Die Dörfer Grambusch und Venrath, die später zum Amt Dahlen gehörten, wurden in einer Schenkung am 30. Mai 1197 von Adolf I., dem Erzbischof von Köln, bestätigt. Im 12. Jahrhundert bildete sich um die bestehende erste romanische Kirche mit dem Hof des von Plektrudis gegründeten Kölner Stiftes St. Maria im Kapitol ein vorstädtischer Siedlungskern.

### Verleihung der Stadtrechte
1352 verkaufte Ritter Johann zu Rheydt für 1700 Gulden den vierten Teil des Dorfes Dalen an den Jülicher Markgrafen Wilhelm. Dalen erhielt 1354 durch Markgraf Wilhelm die Nideggener Stadtrechte, nachdem er den Ort unter seine Herrschaft gebracht hatte und die als Mühlgauer Schnapphähne bekannten Raubritter der benachbarten Burgen Rheydt und Gripekoven durch den von am 3. Mai 1351 gegründeten Landfriedensbund vertrieben wurden. Kaiser Karl IV. erteilte den Verbündeten aus Aachen, Köln sowie dem Herzog Johann III. von Brabant am 20. Februar 1354 die Reichsfahne gegen die Raubritter zu tragen. Mit diesem Bündnis sollte die Landschaft zwischen Rhein und Maas befriedet werden. Die Belagerung der Burg Gripekoven dauerte vom 5. Mai bis zum 23. Juni 1354 und hatte die Zerstörung (Schleifung) der Burg und die Befriedung der Region zur Folge. Durch die Vergabe des Stadtrechts in Form eines offenen Freibriefs durch den Markgrafen erhielt die Stadt Dahlen alle Freiheiten, die beispielsweise Nideggen, zum damaligen Zeitpunkt Residenz der Jülichen Herrscher, bereits besaß. Dazu zählten, die Befreiung der Bürger von bestimmten Abgaben, freie Gerichtsbarkeit, das Recht der Stadt, Abgaben auf bestimmte Güter zu erheben und Wegegeld zu erheben. Die Herren von Jülich waren sich beim Erwerb Dahlens offenbar bewusst, einen Stützpunkt für Kriegs- und Beutezüge zu schaffen. Die Stadt wurde aus diesem Grund ab der Stadtrechtsverleihung mit Wall- und Befestigungsanlagen sowie zwischen 1452 und 1583 mit drei Stadttoren (portzen) versehen. An der südöstlichen Seite befand sich das Wickrather Tor, an der südwestlichen Seite das Beecker Tor und an der nördlichen Seite das Mühlentor. Bei allen drei Toren handelte es sich um dreigeschossige Turmtore mit Zinnenkränzen über einem Rundbogenfries und Eckwarten. Zwischen Beecker- und Mühlentor befand sich der Pulverturm; zwischen dem Wickrather- und dem Mühlentor lagen der Moren- und der Dicke Turm. Ein vierter Turm, der namentlich nicht weiter benannt ist, befand sich westlich des Wickrather Tors außerhalb der Stadtbefestigung. Die Tore sowie die Stadtmauer wurden zwischen 1780 und 1792 bis auf kleine Reste in der Sankt-Peter-Straße komplett abgetragen und eingeebnet, so dass Dahlen danach offene Stadt genannt wurde. Bereits um 1405 bezeichnen Quellen die Stadt Dahlen als befestigte Stadt (lateinisch firmata villa), nachdem mindestens von 1381 an eine Stadtbefestigung existiert haben muss. Die Befestigungsanlage war in leicht ovaler Form um den unbefestigten Kirchenrundling herum erbaut und zusätzlich von Stadt- und Feldseite (also innerhalb und außerhalb der Anlage) mit Mauern, Gräben und Wällen versehen. Zur Bewachung war die Bürgerschaft mit bis zu 22 Rotten eingeteilt, wovon jede Rotte einen Rottmeister und einen Sammelplatz innerhalb der Stadtmauern hatte. Die Gerichtsherrschaft hatten in dieser Zeit die Herren von Wickrath inne, die im 14. Jahrhundert auf die Ritter von Engelsdorf überging. Im Jahr 1421 kam Dahlen als Unteramt des Amtes Brüggen in moersische Pfandschaft.
Spätestens ab 1533 bestand an St. Helena eine Schule, die Stadt konnte sich in der frühen Neuzeit aber nur bescheiden weiterentwickeln. Die Stadtbefestigung musste zu dieser Zeit mehrfach instand gesetzt werden. Daneben entstand zwar auch feste städtische Wohnbebauung, auch diese konnte einer großen Brandkatastrophe aber nicht standhalten. Am 5. Juli 1647 brannte die Stadt bis auf ein Haus komplett ab. Als Grund wird das Brüten eines Huhnes auf einem Backofen genannt. Der aus Dahlen stammende Jacob Masen schreibt den Brüdern Martin und Peter Syben von diesem Ereignis. Bei Beginn des Achtzigjährigen Krieges fand am 23. April 1568 auf der Dahlener Heide die Schlacht bei Dahlen zwischen 500 Spanischen Truppen unter Sancho d’Avila und 2000 Söldner, fast alle Französisch, Geusen unter dem Kommando von Joost de Soete statt. Die vertriebenen Calvinisten flüchteten nach der Niederlage unter anderem nach Süchteln und Wanlo. Dahlen selbst wurde daraufhin von den spanischen Truppen zunächst belagert und später erobert.

### Französische Besetzung
Von 1494 an blieb Dahlen dann bis zur Besetzung des linken Niederrheins durch die Franzosen zwischen 1794 und 1814 ein Teil des Herzogtums Jülich. Die Festung Jülich wurde den Franzosen am 3. Oktober 1794 übergeben, nachdem die Truppen nach der Schlacht bei Fleurus bereits in linksrheinische Gebiete vorgedrungen waren. Der Ort lag während der Franzosenzeit als Mairie Dahlen während der Französischen Besetzung, die am 8. Oktober 1794 begann, im Kanton Odenkirchen, Arrondissement de Crévelt, Département de la Roer (Verwaltungssitz Aachen). Unterpräfekt des Arrondissements war Johannes Jakobus Bouget. Der Frieden von Campo Formio am 4. November 1797 brachte territoriale Veränderungen; so wurden Venrath und Grambusch der Bürgermeisterei Keyenberg (Schwanenberg) zugesprochen. Am 28. Januar 1798 wurde Odenkirchen nach einer neuen Verwaltungsordnung französischer Kantonalort. Dahlen gehörte als der Teil der Cisrhenanischen Republik neben Rheydt, Giesenkirchen, Schelsen und Horst zu diesem Kanton.

### Preußenzeit
Nach der Auflösung des Roerdepartments 1814 wurde Dahlen, wie das ganze Herzogtum Jülich, durch die preußische Landeseinteilung dem Regierungsbezirk Düsseldorf zugeteilt. Vom 24. April 1816 gehörte Dahlen als Bürgermeisterei zum Kreis Gladbach. Die Fläche der Bürgermeisterei betrug 13.365 Morgen Land und grenzte im Westen an den Regierungsbezirk Aachen. Von der Gemeinde abgetrennt wurden die Orte Venrath und Grambusch.
Am 24. September 1856 wurde Dahlen die Rheinische Städteordnung verliehen. Von den Stadtverordneten konnte nun ein Bürgermeister gewählt werden. Nachdem der Rheindahlener Rat bereits seit 1919 Pläne über eine Vereinigung mit der Nachbarstadt Mönchengladbach erörterte, wurde nach einer Ratssitzung am 18. April 1921 die Selbstverwaltung Rheindahlens beendet und die Stadt eingemeindet. Am 30. Juni 1921 stimmte der Preußische Landtag in Berlin einem Gesetz zu, wodurch die Stadtgemeinde Rheindahlen, die Landgemeinden Gladbach und Neuwerk vom Landkreis Gladbach abgetrennt und mit dem Stadtkreis München-Gladbach vereinigt wurden. Der letzte Rat der Stadt Rheindahlen umfasste einen Bürgermeister und 24 Stadtverordnete.

### 20. Jahrhundert bis zur Gegenwart

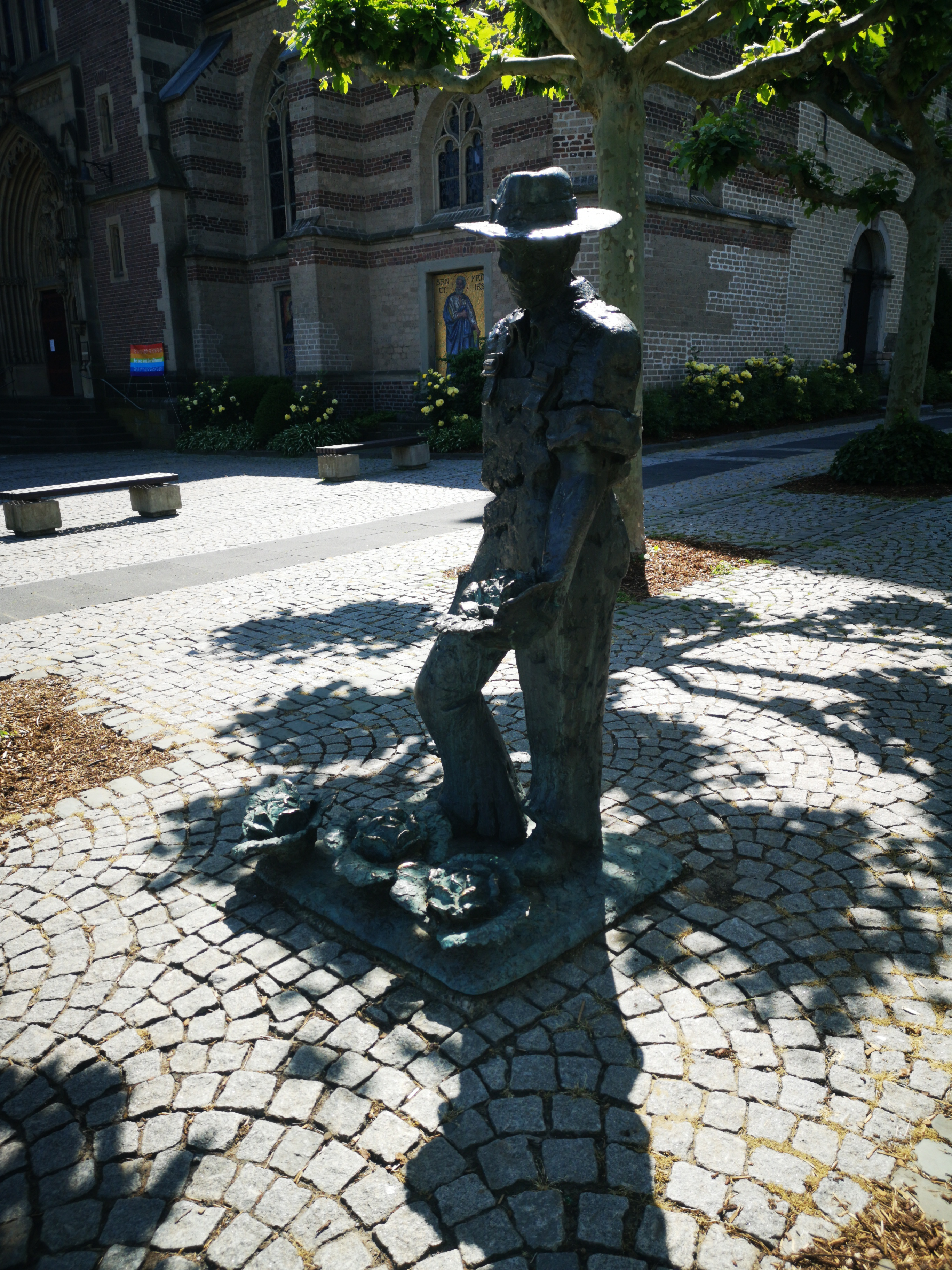
Kappesbuur

Bei einem Angriff auf die Stadt am 25. Februar 1945 durch einen amerikanischen Bomberverband starben 124 Einwohner. Das Kirchengebäude der St. Helena wurde am Chor, am Hochaltar und am Turm schwer getroffen. Am 27. Februar 1945 wurde Rheindahlen von amerikanischen Soldaten des 406. Regiments der 102. Infanteriedivision der 9. US-Armee im Zuge der Operation Grenade eingenommen. Einen Tag zuvor wurden Einwohner Rheindahlens noch zum Volkssturm eingezogen.
Ein erstes Rathaus wurde 1609 erbaut. Ein Neubau aus dem 18. Jahrhundert wurde im Jahr 1901 abgerissen. Dieses Gebäude wurde im Zweiten Weltkrieg zerstört. Heute besitzt Rheindahlen eine eigene Bezirksverwaltungsstelle in einem Gebäude an der Ecke Max-Reger-Straße, Plektrudisstraße. Bis zum Bau des Pädagogischen Zentrums an der Geusenstraße war hier von 1957 bis 1971 die Zweigstelle der Stadtbibliothek Mönchengladbach untergebracht. Das Gebäude der Bezirksverwaltungsstelle ist einer der Tagungsorte der Bezirksvertretung West. In der Bezirksvertretung werden die den Stadtteil betreffenden Angelegenheiten beraten, bevor diese den jeweiligen Fachausschüssen oder dem Rat der Stadt vorgelegt werden. Ebenfalls in dem Gebäude werden Bürgersprechstunden angeboten und Einwohner haben die Möglichkeit, alle Antragsformulare Mönchengladbach zu erhalten.
Im Jahr 1972 wurde der Kirchenvorplatz an der St. Helena in seiner heutigen Form gestaltet und Mühlentorplatz genannt. Dafür wurden mehrere Gebäude, darunter die Schmiede abgerissen. Das Filialgebäude der Stadtsparkasse Mönchengladbach wurde dort errichtet. Auf dem Platz findet jeweils freitags der Wochenmarkt statt. Die unter dem Platz liegende Tiefgarage dient den Anwohnern als Parkmöglichkeit. 1976 wurde ein Brunnen in Betrieb genommen und am 4. September 1977 die Skulptur Kappesbuur des Künstlers Heinz Tobolla enthüllt.

## Religion

### Christentum

#### Katholische Kirchengemeinde St. Helena
Einer Legende zufolge soll im Jahr 714 Plektrudis, die Gemahlin des merowingischen Hausmeiers Pippin, die erste Dahlener Kirche dem von ihr gegründeten Kölner Klosters St. Maria im Kapitol geschenkt haben. Ein Kloster St. Katharina wird zum ersten Mal 1433 erwähnt mit Schwestern des dritten Franziskanerordens. Rund um Dahlen besaß das Kloster St. Maria im Kapitol mehrere hundert Morgen Land, so werden 1642 Besitzungen von 649 Morgen und zusätzlich 200 Morgen im zum Krongut Keyenberg gehörigen Venrath. Einer Inschrift im Kloster St. Maria im Kapitol ist zu entnehmen, dass Dahlen und die Honschaft Merreter zur Dotation der Plektrudis gehörten. Der Stift Kaiserswerth muss im 11. Jahrhundert in Dahlen (genauer in Borschemich und Genhülsen) ebenfalls Besitzungen gehabt haben. Somit war das Land rund um das Kirchspiel Dahlen im Besitz zweier Klöster.
Die heutige Bevölkerung Rheindahlens ist überwiegend katholisch geprägt. Schon 1844 werden 4456 Anhänger des katholischen, 4 des evangelischen Bekenntnisses und 41 Juden als Einwohner der Stadt erwähnt. Die Pfarrkirche wie auch die Kirchengemeinde trägt den Namen St. Helena. Dabei ist nicht hinreichend geklärt, warum die Kirche der heiligen Helena geweiht ist. Möglicherweise gibt es eine Verbindung zum Helenakult in Trier, da Sandrad der Gründungsabt der Abtei Gladbach ein Mönch des Benediktinerklosters St. Maximin war.
In den umliegenden Honschaften gibt es eigene Kapellengemeinden. Diese wurden zunächst als Bethäuser eingerichtet. Die älteste Kapelle ist die 1759 erbaute St. Sebastian in Broich. Weiterhin gehören zur Gemeinde die Kapellengemeinden Mennrath, Sittard und Gerkerath. Heutzutage gehört die Pfarrgemeinde St. Helena zu den ältesten Pfarrgemeinden im Bistum Aachen mit mehr als 7500 Pfarrangehörigen innerhalb Rheindahlens und der angrenzenden Honschaften.

#### Evangelische Martin-Luther-Kirchengemeinde
Nachdem um 1566 bereits Calvinisten in Dahlen sesshaft waren, die 1568 nach der Schlacht bei Dahlen vertrieben wurden, wird eine erste lutherische Gemeinde wurde am 24. Oktober 1574 gegründet. Die Dörfer Grambusch und Schwanenberg hatten bereits 1572 einen eigenen Prediger und gehörten in dieser Zeit zum Kirchspiel Dahlens. Wahrscheinlich ist, dass es von 1574 an eine eigene reformierte Gemeinde gab, die von aus Gladbach stammenden Predigern betreut wurden. Im Jahr 1622 wurde das erste kleine evangelische Gebetshaus (eine Kapelle am Mühlentor) von spanischen Soldaten, die unter dem Kommando von Gonzalo Fernández de Córdoba standen und später in der Schlacht bei Fleurus geschlagen wurden, zerstört und der evangelische Gottesdienst so behindert, dass 1623 nur noch eine evangelische Predigt in Dahlen gehalten wurde. Dies hatte zur Folge, dass die Gemeinde in der zweiten Hälfte des 17. Jahrhunderts ausstarb. Im 18. und 19. Jahrhundert waren noch wenige evangelische Familien in Dahlen wohnhaft. Zu Beginn des 19. Jahrhunderts muss das evangelische Leben in Dahlen vollständig erloschen sein, so dass Dahlen eine rein katholische Stadt war. In den 1870er Jahren zogen aufgrund der Industrialisierung wieder Reformierte nach Dahlen, die sich bis zum Jahr 1908 zur Evangelischen Gemeinde Wickrathberg hielten, dann aber in die evangelische Gemeinde Rheydt umgepfarrt wurden, zu der sie bis zum 31. Dezember 1969 gehörten. Am 1. Januar 1970 wurde die Evangelische Kirchengemeinde Mönchengladbach – Rheindahlen selbstständig. Die Kirchengemeinde besitzt dort die Martin-Luther-Kirche.

### Judentum
Die jüdische Gemeinde in Rheindahlen war eine Filialgemeinde der jüdischen Gemeinde Rheydt. Nachdem 1921 die Städte München-Gladbach und Rheindahlen zusammengeschlossen wurden, blieb die Rheindahlener Gemeinde unabhängig. Bis 1922 hatten die jüdischen Gemeindemitglieder einen eigenen Gebetsraum an der ehemaligen Mühlenstraße (heute Am Mühlentor).
Erste Anzeichen von jüdischer Bevölkerung in Dahlen stammen aus dem Jahr 1626. Dabei handelt es sich um die Einforderung eines Judentributs auf einer Kellnereirechnung durch das Amt Brüggen. Durch Emigration und Deportation ihrer Mitglieder wurde die jüdische Gemeinde während der Zeit des Nationalsozialismus ausgelöscht. An die 17 jüdischen Bewohner aus den zehn Familien in Rheindahlen erinnern die Stolpersteine des Künstlers Gunter Demnig vor den jeweiligen Wohnhäusern. Die Familien wurden in die Ghettos Minsk am 14. November 1941, Izbica am 22. April 1942 sowie in das Konzentrationslager nach Theresienstadt am 25. Juli 1942 deportiert.

## Entwicklung der Einwohnerzahl
Ein Namensverzeichnis aus dem Jahr 1405 nennt die Ortschaften Dorthausen, Kathausen, Eikelenbergh, Voesen und gen Hülsen. Im Jahr 1468 werden die Ortschaften Menraedt, Sittard, Stocker Honschaft (Eikelenberg), die Pel, das Broch, Bochholz, Wolfsittard, Gerckrad, Vosen, Hülsen und Günhoven zum Kirchspiel von Dahlen aufgeführt. Die Zahl der Einwohner betrug insgesamt 240. 1549 folgen zu den bereits genannten Ortschaften noch Doerthausen, Grotenrath, Hilderath, gen Hausen und der Garzweiler Hof. Die Zahl der Einwohner wird mit 254 angegeben.
| Jahr   | Bewohner |
| ------ | -------- |
| 1468   | 240      |
| 1549   | 254      |
| 1750 1 | 3099     |
| 1798   | 3645     |
| 1815 2 | 4449     |

| Jahr | Bgm 3 | Stadt |
| ---- | ----- | ----- |
| 1816 | 4486  | 1264  |
| 1828 | 4604  | 1232  |
| 1843 | 5070  | 1344  |
| 1867 | 6155  |       |
| 1871 | 6164  | 1866  |

| Jahr | Gesamt | Stadt |
| ---- | ------ | ----- |
| 1895 | 6699   | 2012  |
| 1905 | 7551   |       |
| 1919 | 8308   |       |
| 1961 | 13.320 | 4740  |
| 1970 | 16.386 | 8012  |

| Jahr   | Gesamt | Hehn | Holt | JHQ | Land | Mitte |
| ------ | ------ | ---- | ---- | --- | ---- | ----- |
| 1980   | 25.432 |      |      |     |      |       |
| 2000 4 | 27.707 | 1684 | 7992 | 220 | 9371 | 8440  |
| 2007 5 | 27.170 | 1645 | 7867 | 233 | 9407 | 8018  |
| 2011 6 | 26.462 | 1618 | 7636 | 196 | 9154 | 7858  |
| 2012 7 | 26.365 | 1640 | 7663 | 184 | 9079 | 7799  |

## Politik

### Wappen
| Wappen von Rheindahlen | Blasonierung: „Auf Grün silberne, schwarzgefugte gemauerte Kirche auf schmaler Basis in Seitenansicht, dezentriert nach heraldisch links; mit schwarzer Tür, ebensolchen Fenstern, roten Dächern und Vierpassfenstern an Kirchenwand; her rechts am Turm goldener Dreiecksschild mit aufrechtem, rotbezungtem, schwarzem Jülicher Löwen.“ |
| Wappen von Rheindahlen | Wappenbegründung: Das Wappen der nach Mönchengladbach eingemeindeten Stadt Rheindahlen zeigt die Dahlener Kirche im Bauzustand vor 1483 und basiert auf einem Schöffensiegel des Jahres 1339 der Ortschaft Dahlen vor der Verleihung der Stadtrechte. Es ist weder bekannt, wer die Übernahme dieses Siegelbildes als Wappen veranlasste, noch, seit wann es Verwendung findet. Am 22. Dezember 1817 wurde es den Städten der Rheinprovinz gestattet, die alten Stadtwappen wieder anzunehmen. Zu diesem Zeitpunkt führte die Stadt Rheindahlen bereits dieses Wappen. Eine Verleihungs- oder Bestätigungsurkunden liegen darüber nicht vor. Das Siegel hat die Umschrift: „Siegel der Schöffen von Dalen“ (lateinisch „[SIGI]LLUM [SCA] BINORUM DE DAL[EN]“). Vor dem Kirchturm hängt der dreieckige Wappenschild der Markgrafen und Herzöge von Jülich mit deren Wappentier, dem Löwen. Dies zeigt die Verbundenheit Dahlens zur Jülicher Herrlichkeit, die in dieser Zeit die Landesherrn waren und dem Ort am 27. Juli 1354 die Stadtrechte verliehen. Am Fuße des Kirchengebäudes ist ein Mühlrad zu erkennen, welches auf die vielen Mühlen und die Bruchlandschaft hinweist, die es zu dieser Zeit gegeben haben muss. Herzog Wilhelm von Jülich übertrug Emond von Engelsdorf 1373 die bestehenden und zukünftigen Mühlen in Dahlen. So gab es 1233 neben einer Mühle des Kölner Domstifts und 1330 die Mühle des Kölner Stiftes St. Maria im Kapitol beispielsweise die Mortensmoele (heute: Priorshof), eine Windmühle in Gerkerath (1452), eine Mühle bei Burg Gripekoven, die Vollmühle von 1468, das 1509 erstmals erwähnte Knippertzhöfchen (seit 1553) Knippertzmühle am Knippertzbach im Ortsteil Broich, sowie die Wickrather Lehen Holtmühle, Buschmühle und Balkenmühle von 1715. Die genaue Lage der beiden Mühlen der Kölner Stifte ist nicht mehr bekannt. Offiziell wurde das Wappen bis zur Eingemeindung der Stadt Rheindahlen im Jahr 1921 verwendet. |

## Kultur und Sehenswürdigkeiten

### Katholische Pfarrkirche St. Helena

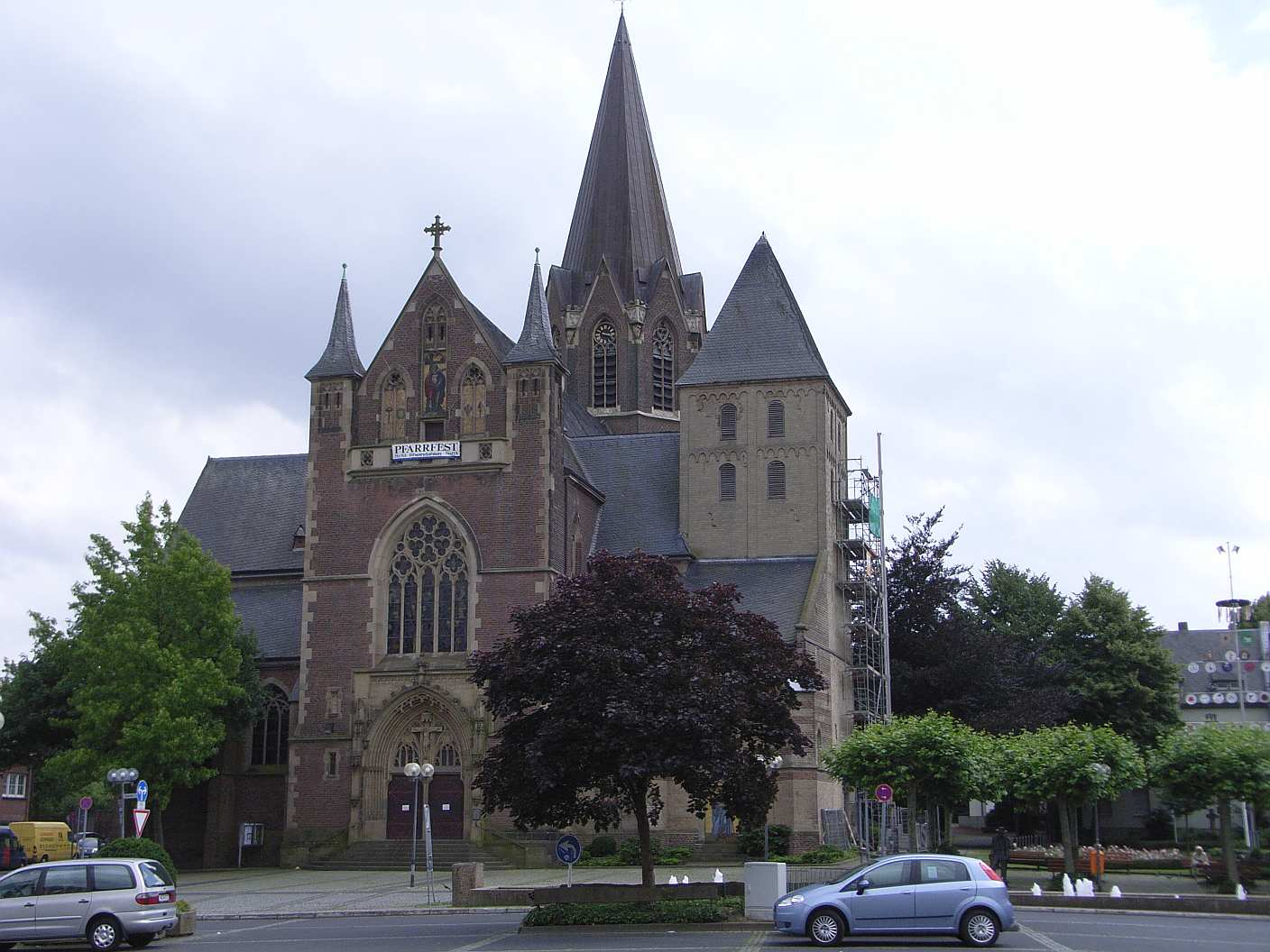
Katholische Pfarrkirche St. Helena mit romanischem Westturm (rechts)

Die Katholische Pfarrkirche St. Helena ist eine dreischiffige Pseudobasilika im Baustil der Spätgotik, die in den Jahren 1910 bis 1915 durch einen repräsentativen Neubau zur Basilika erweitert wurde.

### Mühlen

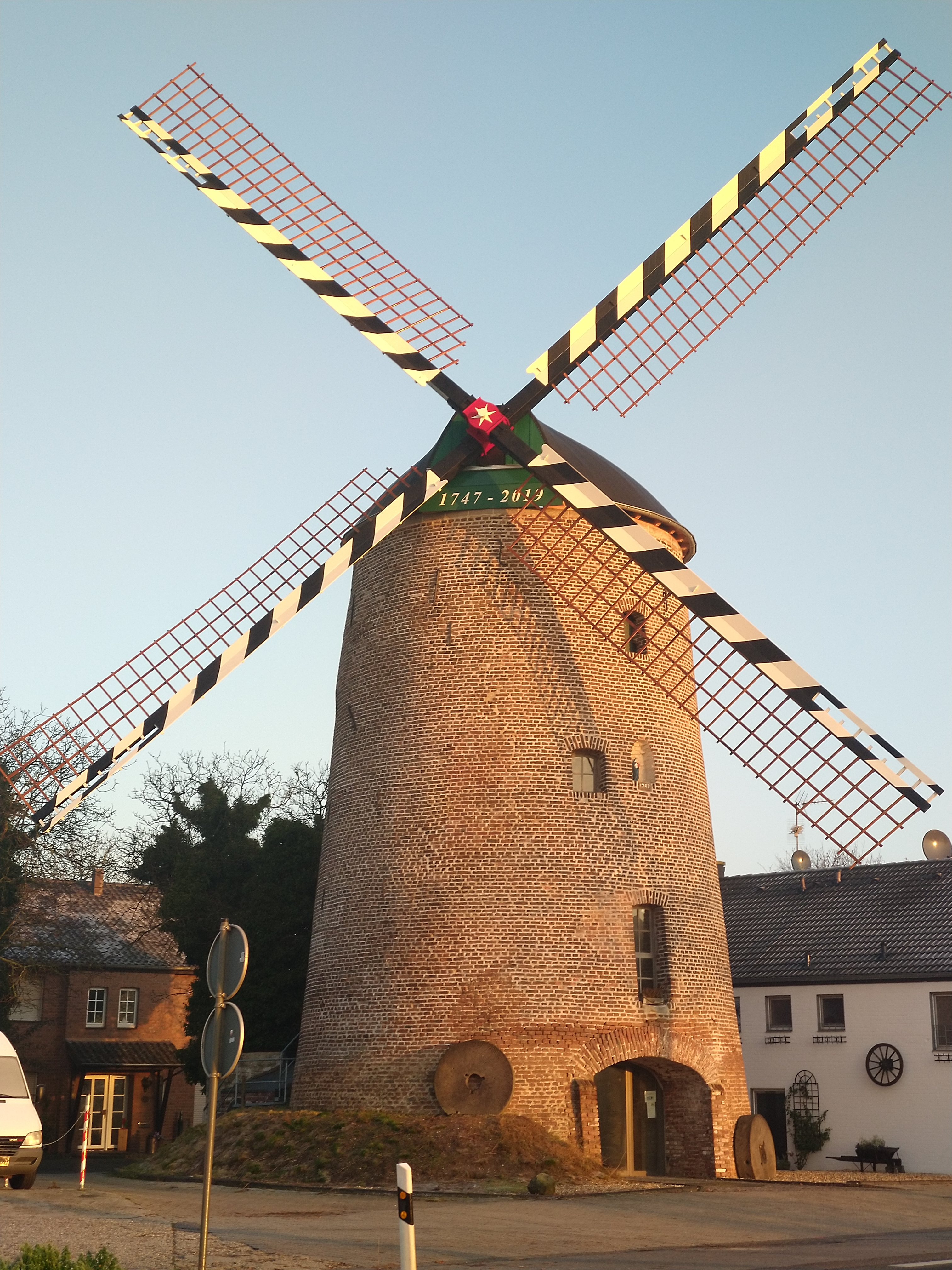
Schriefersmühle

Von den ehemals 26 Wassermühlen und 13 Windmühlen im heutigen Stadtgebiet von Mönchengladbach existieren noch Gebäude oder Gebäudeteile von sieben Wassermühlen an der Niers, am ehemaligen Gladbach und am Mühlenbach (Wildenrather Mühle bei Wanlo, Ölmühle Wickrathberg, Schloss Wickrath, Schloss Rheydt, Getreidemühle Nonnenmühle in Uedding, Compesmühle, Vollmühle), sowie vier Windmühlen (Giesenkirchener, Gerkerather, Loh- und Schriefersmühle). Zwei dieser Windmühlen sowie die Vollmühle am Mühlenbach bei Gatzweiler stehen auf Rheindahlener Gebiet.
Die Gerkerather Mühle (ugs. Liffers Mühle) liegt am gleichnamigen Weg im Norden Rheindahlens und wird mittlerweile von in den 1960er Jahren errichteten Gebäuden umschlossen. Die Mühle wird bereits 1452 als Kastenmühle in geistlichem Besitz erwähnt und existiert seit 1733 in ihrer jetzigen Form als Turmwindmühle. Sie wurde auf einer Erdanschüttung errichtet und ist ein leicht konischer, aus Feldbrandsteinen erbauter, runder Mühlenturm. Im Jahr 1804 wurde sie als säkularisiertes Gut verkauft. Der Müller Franz Liffers kaufte die Mühle und zog am 1. Oktober 1885 mit seiner Familie dort ein. Noch bis 1920 wurde sie mit Windkraft angetrieben, bis 1960 mit der Hilfe eines Motors. Seit dem 5. Juli 2007 steht der erhalten gebliebene Rest des Gebäudes unter Denkmalschutz.
Bei der südöstlich von Rheindahlen an der B 57 gelegenen Schriefersmühle von 1747 handelt es sich um eine Holländische Turmwindmühle, die ganz aus Feldbrandstein erbaut wurde. Sie steht seit dem 14. Oktober 1986 unter Denkmalschutz. Der Name leitet sich vom benachbarten Hof Schrievers ab. Bereits in der Tranchotkarte von 1806/07 ist die Mühle verzeichnet; allerdings als „Neue Mühle“, vermutlich, weil sie jünger ist als die Gerkerather Mühle. Genutzt wurde diese Mühle vermutlich bis nach dem Ersten Weltkrieg. Die Mühle ist seit 1926 im Besitz der Familie Pillen, die seitdem vor der Mühle eine Tankstelle betreibt; zunächst Standard, später Esso. Bis 1945 trug die Mühle die ursprüngliche Haube, jedoch ohne Ruten.
Im Jahr 1945 kam es nach einer Brandstiftung zu einem verheerenden Brand, bei dem die Haube zerstört wurde, so dass nur noch der Stumpf erhalten blieb. Das drehbare Dach (ohne Steert zur Flügelnachführung) mit den Flügeln und die Geschosse mit dem Mahlwerk fehlen. Die Inneneinrichtung aus Eichenholz hielt dem Feuer teilweise stand. Der aus Günhoven stammende Künstler Will Sommer schnitze aus den Resten die Krippenfiguren der im Zweiten Weltkrieg stark beschädigten Kirche St. Helena. Die Mühle ist im heutigen Zustand 13,2 m hoch und von innen komplett entkernt. Die Wandstärke beträgt 1,60 m am Fuß und rund 0,8 m unter dem provisorisch aufgesetzten Dach. Um die Mühle zu erhalten, wurde im August 2011 ein Förderverein gegründet. Am 17. Juni 2012 lud der Förderverein zu einer Informationsveranstaltung ein. Auf dieser wurden die Fortschritte der Sanierung des äußeren Mauerwerks erörtert, die rund 30.000 Euro kosteten. Weitere Schritte wie die Abtragung des Mühlenbergs und der Abriss einer benachbarten Garage werden etwa 15.000 Euro kosten. Abschließende Renovierungsarbeiten wie das Erneuern des Daches werden circa 100.000 Euro kosten und sind in Planung.

### Wasserturm und Museum

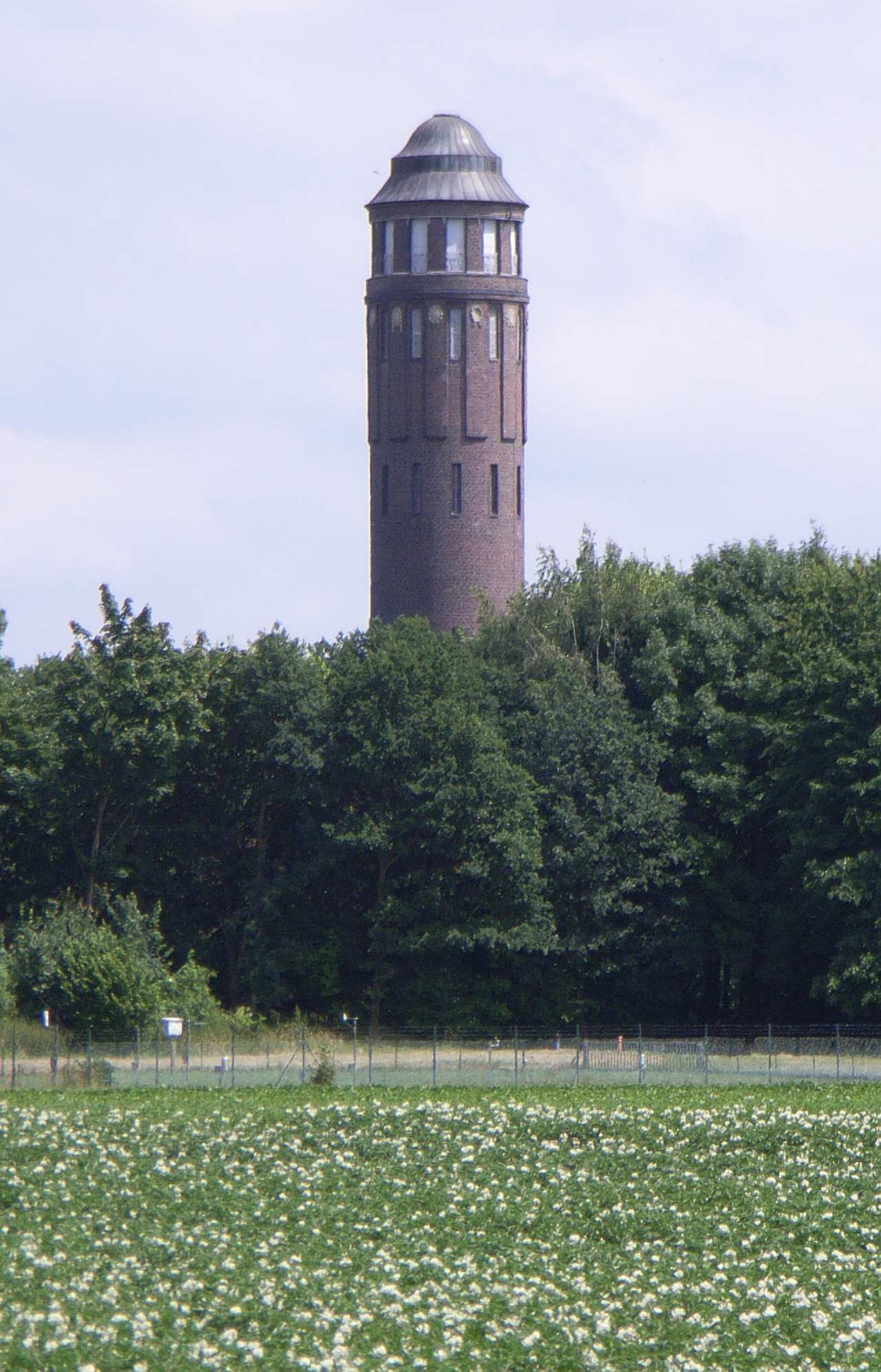
Der Wasserturm und die hydrologische Station Mönchengladbach im Vordergrund.

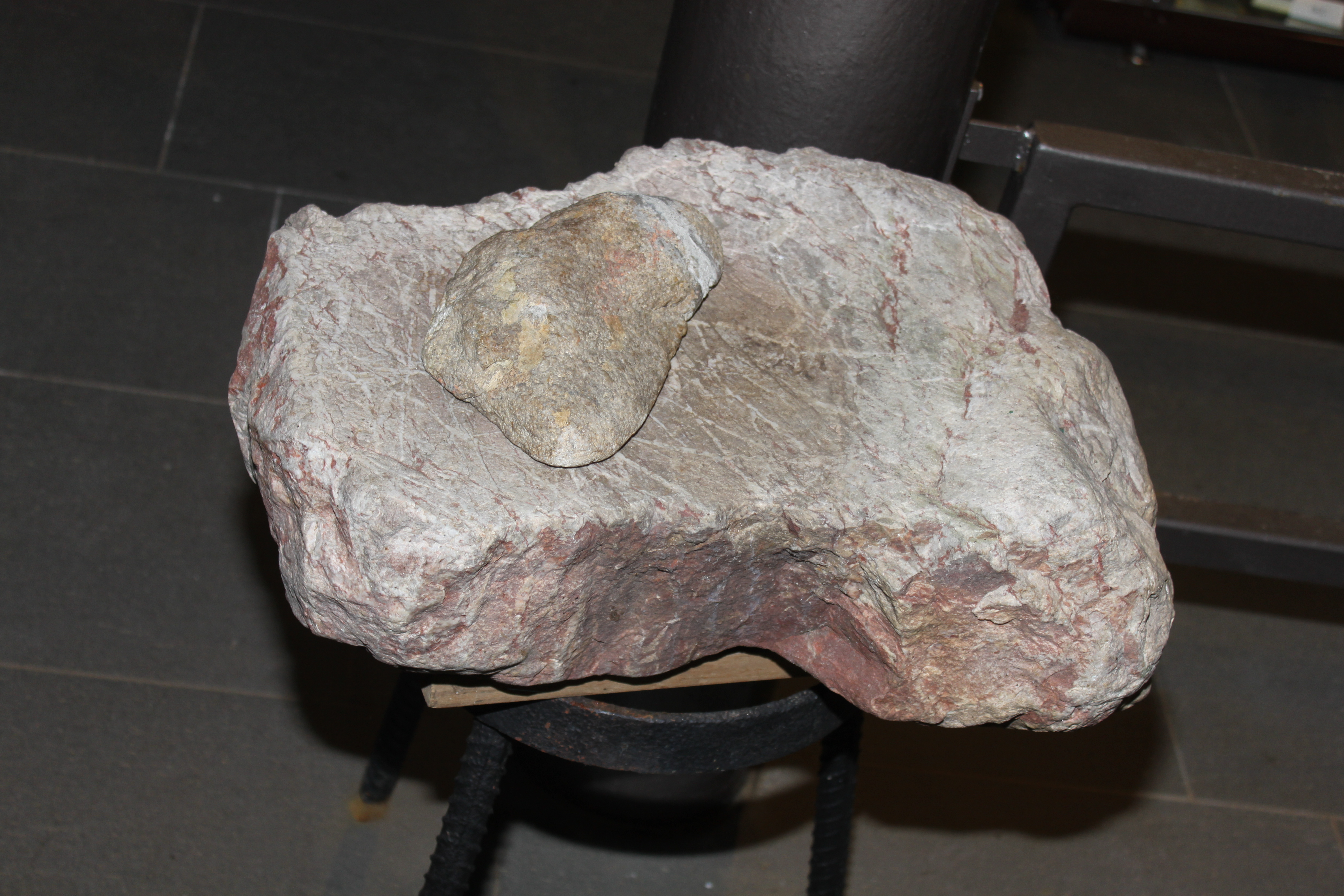
Mahlstein aus der Jungsteinzeit, der in der Ziegelei Dreesen gefunden wurde.

Zur Jahrhundertwende nahm man an, dass die Wasserwerke in den Stadtteilen Dahl (Mönchengladbach) und Helenabrunn (Viersen) für die Wasserversorgung der Stadt ausreichen würden. Durch das rasante Wachstum der Stadt musste jedoch schon kurze Zeit danach gehandelt werden. Im Jahr 1909 wurde daraufhin ein Wasserturm südwestlich von Rheindahlen in Betrieb genommen. Der 42 m hohe und 8 m breite Wasserturm mit einem 150 Kubikmeter fassenden Wasserreservoir am südlichen Rand des Ortes wurde am 25. Februar 1914 in Betrieb genommen, nachdem bereits im Mai 1913 ein Wasserwerk errichtet und damit begonnen worden war, Trinkwasser mit einem Flach- und einem Tiefbrunnen zu fördern.
Insgesamt 16 Brunnen liefern das Trinkwasser für das Wasserwerk. Das Wasserwerk wurde auf dem höchsten Punkt zwischen Rheindahlen und der Honschaft Hilderath errichtet. In den Jahren 1921, 1927, 1936 und 1942 musste das Wasserwerk auf seine heutige Größe erweitert werden, da in den umliegenden Ortschaften Hausanschlüsse geschaffen wurden. Im Jahr 1955 wurde der Wasserturm wegen seiner ungünstigen Lage im Höhenprofil stillgelegt, da die Wasserversorgung von Rheindahlen und Mönchengladbach zusammengelegt wurden. Allerdings wird weiterhin Wasser gefördert. Seit dem 14. Oktober 1986 steht der Ziegelturm unter Denkmalschutz. Endgültig stillgelegt wurde der Wasserturm im Jahr 1996. Zwischen 1998 und 2000 wurden die Turmhaube aus Kupfer und das Mauerwerk aufgrund witterungsbedingter Schäden saniert. Wegen sicherheitstechnischer Gründe dürfen die 110 Stufen bis zur Turmspitze nicht benutzt werden.
Das Wasserwerk wird von der NiederrheinWasser GmbH, einer Tochtergesellschaft der NEW AG und der Niederrheinwerke Viersen betrieben. Die Aufgaben der GmbH sind die Wassergewinnung und -Aufbereitung in den Versorgungsgebieten der Städte Mönchengladbach, Viersen, Korschenbroich und Schwalmtal. Auf dem Gelände des Wasserwerks befindet sich eine Hydrologische Station, die den Bodenwasserhaushalt des Löss-Standortes misst. Die angeschlossene Wetterstation erfasst Klimadaten, die neben den Messungen der Lysimeterstation unter anderem Erkenntnisse über die Grundwasserneubildung in Mönchengladbach ermöglichen. In einem Informationsraum werden mithilfe eines Großmodells der Region Rheindahlen die Auswirkungen des südlich gelegenen Braunkohlentagebaus auf das Grundwasser dargestellt.
Rheindahlen ist in der Urgeschichtsforschung als bedeutender Fundort altsteinzeitlicher Siedlungsreste bekannt, da Überreste von Siedlungen aus der Alt- und Jungsteinzeit bei Ausgrabungen ab 1915 gefunden wurden. Aufgrund der beharrlichen Hinweise durch den Landwirt und Heimatforscher Anton „Toni“ Mennen konnten Fossilien von Neandertaler und Homo erectus nachgewiesen werden, die sich im Lehmboden erhalten haben. Durch die Bemühungen Mennens wurde schließlich im Erdgeschoss des Wasserturms ein archäologisches Museum mit der Dauerausstellung 400.000 Jahre Vergangenheit in Rheindahlen eingerichtet. Ausgestellt sind Artefakte aus der paläolithischen Siedlungszeit am Niederrhein vor 400.000 Jahren und prähistorische Fundstücke des Rheinlands aus dem Pleistozän und dem frühen Holozän. Diese wurden von 1991 an bei verschiedenen, durch den Landschaftsverband Rheinland und das Land Nordrhein-Westfalen geförderten Ausgrabungen auf dem Gelände der unmittelbar benachbarten Ziegelei Dreesen gefunden. Die Ausgrabungen haben Bestimmung des Jagd- und Siedlungsraumes des Neandertalers beigetragen. Aus Anlass des 150-jährigen Jubiläums der Auffindung des Neandertalers wurde im Jahr 2008 vom Ministerium für Bauen und Verkehr eine Schautafel aufgestellt, die auf den 80.000 Quadratmeter großen Ausgrabungsbereich aufmerksam macht. Zwischen 1973 und 1981 nahm der Archäologe Hartmut Thieme in der Ziegeleigrube von Rheindahlen Prospektionen und Ausgrabungen vor, die alt- und mittelpaläolithischen Fundhorizonten galten. Diesem Thema galt seine 1983 veröffentlichte Dissertation „Der paläolithische Fundplatz Rheindahlen“.

### Sternwarte
Auf dem Gelände des Wasserwerks Rheindahlen an der Mennrather Straße befindet sich die Sternwarte Rheindahlen. Die Sternwarte, ein runder Turm mit einer weißen Kuppel, wurde 1999 von ihrem alten Standort am Flughafen Mönchengladbach nach Rheindahlen verlegt und wird vom Astronomischen Arbeitskreis Mönchengladbach e. V. betreut. Die Sternwarte hat einen Durchmesser von etwa 4 Metern; in ihr befinden sich zwei Teleskope mit einer freien Öffnung von je 200 mm und Brennweiten von 2000 beziehungsweise 4000 Millimetern.

### Vereine
An Sportvereinen gibt es in Rheindahlen unter anderem den Tennisclub Rheindahlen von 1914 sowie den Turnverein Rheindahlen, der am 1. Juli 1883 gegründet wurde. Der Verein nutzt neben der Sporthalle am Pädagogischen Zentrum an der Geusenstraße unter anderem eine 1969 gebaute Turnhalle an der Max-Reger-Straße, die auch dem Schulsport der in Rheindahlen ansässigen Grundschulen zur Verfügung steht. Das 1974 eröffnete Hallenbad wird von der Schwimm-Abteilung des Vereins genutzt. Leichtathletik wird auf der 1971 fertiggestellten Bezirkssportanlage an der Mennrather Straße angeboten. Hier finden auch die Bundesjugendspiele der Rheindahlener Grundschulen statt. Weitere Angebote des Vereins sind Gymnastik, Aerobic, Badminton, Volleyball, Taekwondo und Nordic Walking. Der Verein verfügt zudem über eine Kinder- und Jugendriege.
Der Fußballverein SC Rheindahlen wurde 1919 gegründet und spielt mit seinen beiden Herrenmannschaften in der Landesliga und in der Kreisliga B. Daneben gibt es eine Bambini-Mannschaft sowie einen Kinder- und Jugendbereich von der F- bis zur A-Jugend. In der Honschaft Broich ist der Verein Schwarz-Weiß Broich Peel ansässig, in Mennrath Viktoria Mennrath.
Neben den Sportvereinen gibt es in Rheindahlen parteilicher, gemeinnütziger und sozial veranlagter Vereine. Dazu gehören unter anderem politische Parteien, Chöre, der Karnevalsverein KG Potz Op von 1873, mehrere Schützenvereine, Trommlercorps und Schützenbruderschaften sowie ein Bügelsportverein und der erwähnte Astronomische Arbeitskreis.
Angebote für Kinder und Jugendliche bietet unter anderem die Katholische junge Gemeinde (KjG) St. Helena Rheindahlen, die seit 1970 besteht und eine der ersten Pfarrgruppen des bundesweiten Verbandes ist. Die KjG hat es sich zur Hauptaufgabe gemacht, Ferienfreizeiten, Ausflüge und Bildungsmaßnahmen für Kinder und Jugendliche in verschiedenen Altersgruppen zu veranstalten. Im Jahr 2016 wurde der Förderverein der Katholischen jungen Gemeinde in der Pfarrei St. Helena Rheindahlen e. V. gegründet.
1997 wurde der Verein „Zukunft Rheindahlen“ gegründet. Dieser hat sich das Ziel gesetzt, den Heimatgedanken zu pflegen und zu fördern. Die Festwoche zur 650. Verleihung der Stadtrechte vom 11. bis 19. September 2004 wurde durch den Verein konzeptioniert und geplant.

### Öffentliche Einrichtungen
Die 1878 gegründete Freiwillige Feuerwehr Rheindahlen ist eine von 20 Freiwilligen Feuerwehren im Stadtgebiet von Mönchengladbach. Sie hat (Stand: Dezember 2010) eine Mannschaftsstärke von 25 Kameraden und besteht aus einem Löschzug mit zwei Löschgruppenfahrzeugen (LF 24 und LF 16TS) sowie einem Unimog als Gerätewagen Licht (GW Licht). Zur Ausbildung zukünftiger Kräfte besteht seit dem 17. Oktober 1989 eine Jugendfeuerwehr.

## Wirtschaft und Infrastruktur

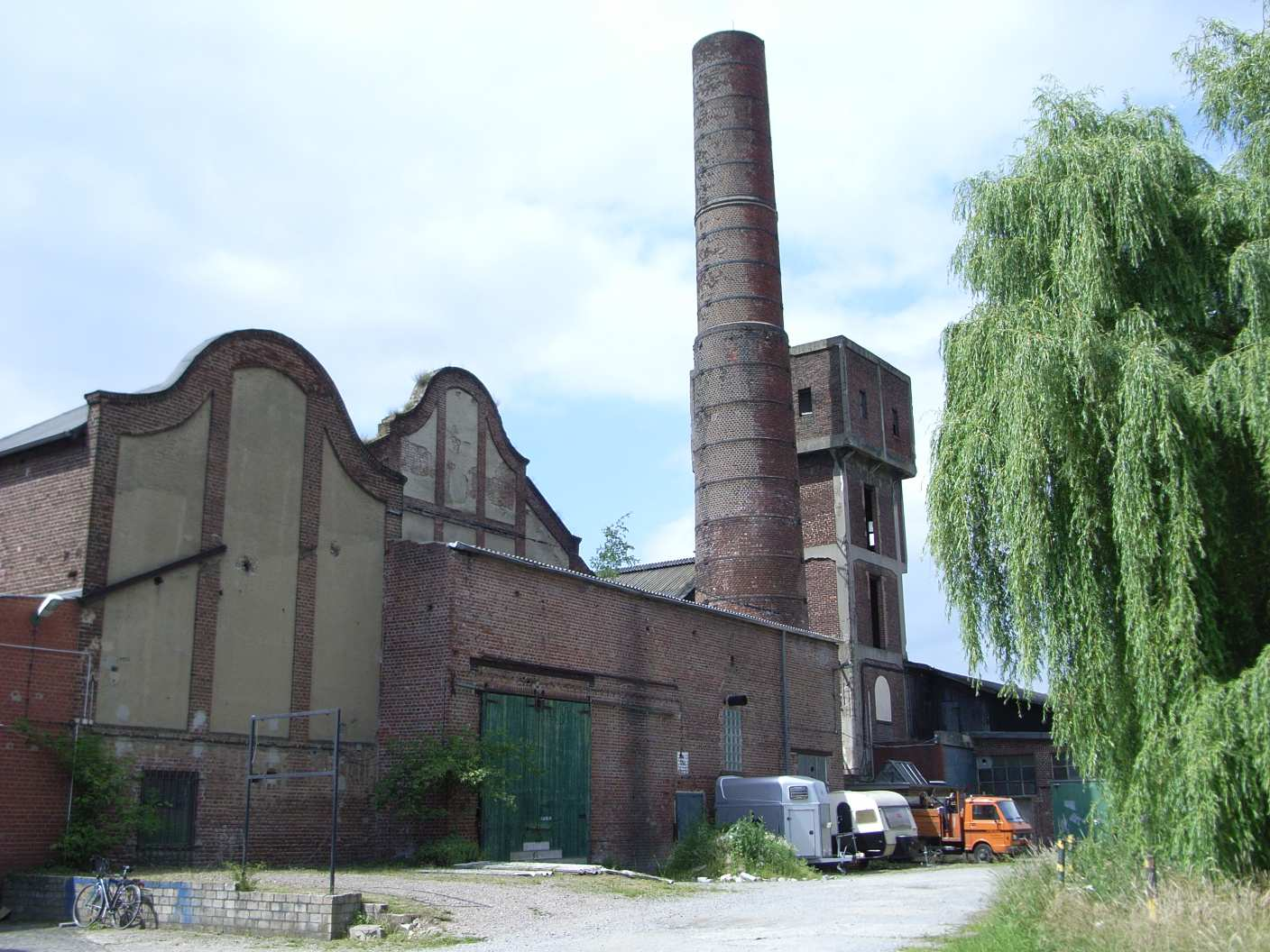
Überbleibsel der Industriekultur in Rheindahlen: Das ehemalige Fabrikgebäude der Firma August Dilthey & Söhne an der Broicher Straße

Im Mittelalter war Dahlen überwiegend agrarisch geprägt und von geringer Wirtschaftskraft. So sind Ackerbau, Viehzucht und Waldwirtschaft aber auch Weberei und Gerberei die vorrangigen Erwerbszweige und bis in das 19. Jahrhundert die Haupterwerbsquellen der Bevölkerung. Außerdem wird mit Kolonialwaren und Alkohol gehandelt.
1539 wird zunächst der Flachsanbau erwähnt. 1863 waren von den 9735 Land- und forstwirtschaftlichen Betrieben 231 in Dahlen und Umland angesiedelt. Neben der Landwirtschaft stellte der Abbau von Lehm und die Herstellung von Ziegeln in den beiden Ziegeleien Dahmen und Dreesen (auf dem heutigen Areal der Bezirkssportanlage und des Wasserwerks) ein wirtschaftliches Standbein dar. Bis zum Ende des 19. Jahrhunderts ist die wirtschaftliche Bedeutung des Standortes eher als gering einzuschätzen. Dahlen ist ein Mittelpunkt für den Warenaustausch der Bewohner der umliegenden ländlichen Region. Zum Ende des 16. Jahrhunderts wird ein Wochenmarkt eingerichtet, auf dem vor allem Getreide, Flachs, Bier, Tuche und Leder gehandelt werden. Im 17. Jahrhundert findet ein weiterer Aufschwung statt, nachdem eine Zunahme von Handwerksbetrieben auch eine Zunahme der Bevölkerung mit sich bringt. 1724 gehen 411 Menschen in zehn Gewerben einer Tätigkeit nach. Von 1952 an profitierten Handel und Gewerbe durch die Ansiedlung des NATO-Hauptquartiers (JHQ).
Im westlich der Stadt liegenden Gewerbegebiet Rheindahlen sind die Abfallaufbereitungsanlage Mönchengladbach-Rheindahlen, ein Petrochemisches Unternehmen, Handelsvertretungen und Dienstleister angesiedelt. 1989 errichtete die damalige Textilmaschinenfirma Schlafhorst eine große Halle im Gewerbegebiet. Diese wird mittlerweile (Stand Juli 2019) von einer anderen Firma weitergenutzt, nachdem sie nach dem Niedergang der Textilindustrie in Mönchengladbach mehrere Jahre brach lag. Am 5. August 2019 eröffnete Amazon sein neues Logistikzentrum am dafür angelegten Hamburgring westlich des Ortes. Das Zentrum ist über den Kreisverkehr an der Erkelenzer Straße/Stadtwaldstraße angeschlossen.
Die ökonomische Entwicklung des Stadtteils Rheindahlen wird in heutiger Zeit durch den Verein Zukunft Rheindahlen betrieben. Bekannt ist der jährliche Kappesmarkt im Frühjahr und der Nikolausmarkt am ersten Dezemberwochenende mit Schaubuden und Kleinunterhaltern. Der Wochenmarkt findet an jedem Freitag auf dem Kirchenvorplatz statt.

### Verkehr

#### Schienenverkehr
Rheindahlen besitzt zwei Bahnstationen (Mönchengladbach-Rheindahlen und Mönchengladbach-Genhausen) an der Eisenbahnstrecke von Rheydt Hauptbahnhof über Dalheim, Roermond und Neerpelt zum Hafen von Antwerpen, die auch als Eiserner Rhein bezeichnet wird. Zurzeit ist die Strecke an der deutsch-niederländischen Grenze unterbrochen und daher kein durchgehender Verkehr möglich. Eine Regionalbahn verbindet Rheindahlen mit Dalheim, Wegberg, Rheydt und Mönchengladbach.

#### Öffentlicher Personennahverkehr
In unmittelbarer Nähe zum Haltepunkt befinden sich Umsteigemöglichkeiten auf den Schnellbus- und Stadtbusverkehr. Rheindahlen zählt als Stadtteil von Mönchengladbach zum Tarifgebiet des Verkehrsverbunds Rhein-Ruhr und wird von der NEW mobil und aktiv Mönchengladbach als Verkehrsbetrieb in der Stadt Mönchengladbach mit den rechts stehenden Buslinien angesteuert. Der Busbahnhof an der Hilderather Straße bildet dabei einen wichtigen Knotenpunkt.
| ÖPNV in Rheindahlen | |
| Linie               | Linienverlauf                                                                                          |
| 004                 | Rheindahlen (Hamburgring – / Friedhof –) Hilderather Straße – Giesenkirchen Schelsen Kirche            |
| 007                 | Rheindahlen Hamburgring – Neuwerk Verwaltungsstelle (– Viersen Heimer)                                 |
| 017                 | Wegberg Busbahnhof – Lürrip Am Brückensteg                                                             |
| 025                 | Rheindahlen Hilderather Straße – Neuwerk Flughafen                                                     |
| 025                 | Rheindahlen Geusenstraße – Hehn Rönneterweg                                                            |
| 026                 | Hardt Karrenweg – Odenkirchen Post                                                                     |
| 027                 | Rheindahlen Geusenstraße – Rheindahlen Hilderather Straße über Mennrath, Genholland, Genhausen, Broich |
| SB81                | Mönchengladbach Hauptbahnhof – Erkelenz Bahnhof                                                        |
| NE4                 | Rheindahlen → Mönchengladbach über Rheydt                                                              |
| NE5                 | Rheindahlen → Mönchengladbach über Holt                                                                |
| RB 34               | Mönchengladbach – Dalheim                                                                              |

In Bahnhofsnähe bestehen Busverbindungen nach Mönchengladbach, Rheydt, Hardt, Wickrath, Odenkirchen, und Wegberg sowie zusätzlich eine im Stundentakt verkehrende Schnellbuslinie nach Mönchengladbach, Rheydt und Erkelenz. 1905 wurde eine Straßenbahnverbindung in Richtung Rheydt, 1906 in Richtung Mönchengladbach eingeführt. Das Depot und die Endstation befanden sich auf der Gladbacher Straße in Höhe der Kreuzung zum Vogtsgarten. Der Schienenverkehr wurde bis in die späten 1960er Jahre aufrechterhalten. Außerdem wurde Rheindahlen vom Oberleitungsbus Rheydt bedient.

#### Straßenverkehr

Ungefähre Lage der Römerstraßen auf heutigem Mönchengladbacher Stadtgebiet

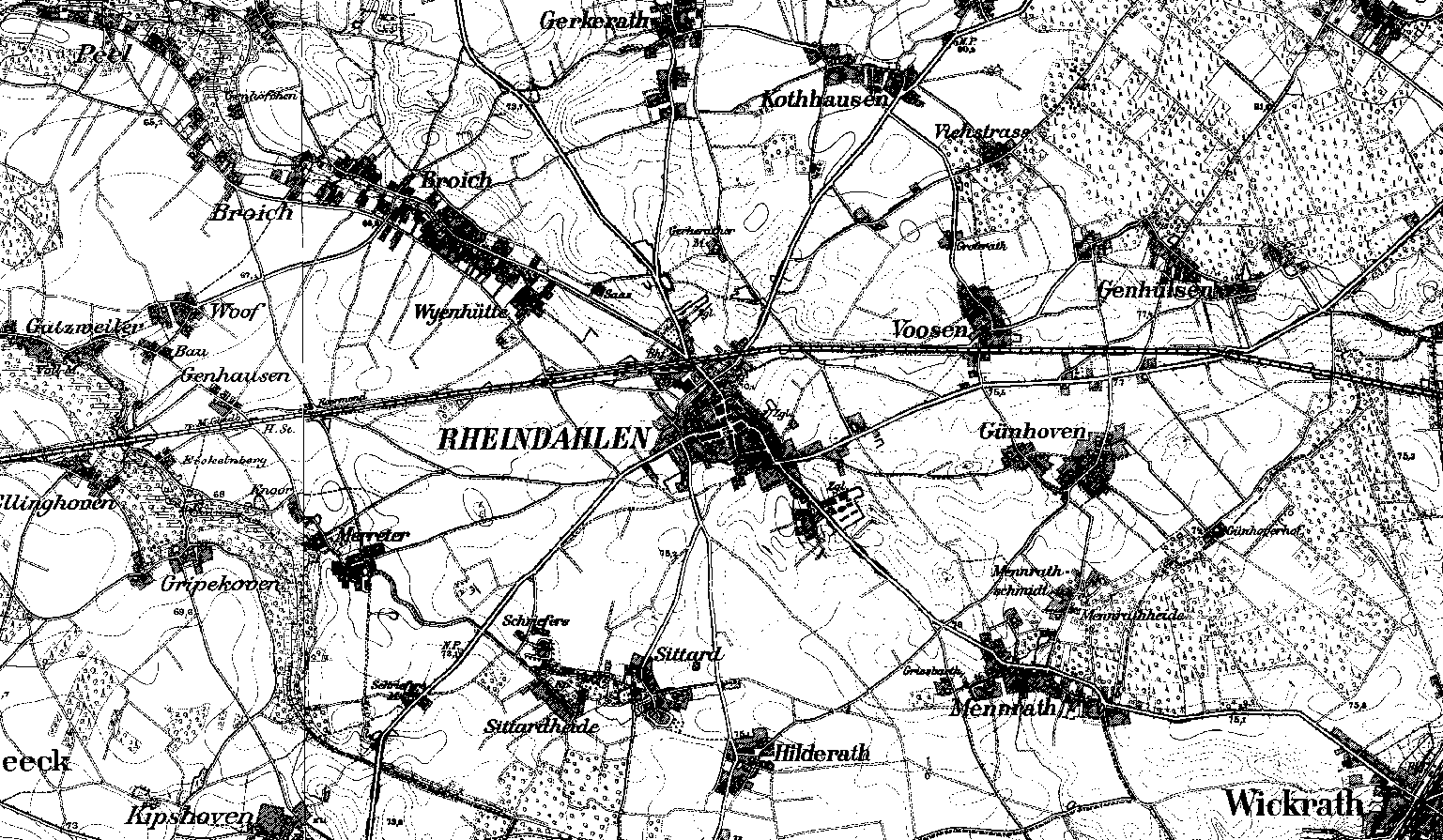
Infrastruktur in Rheindahlen mit Umgebung nach der Neuaufnahme

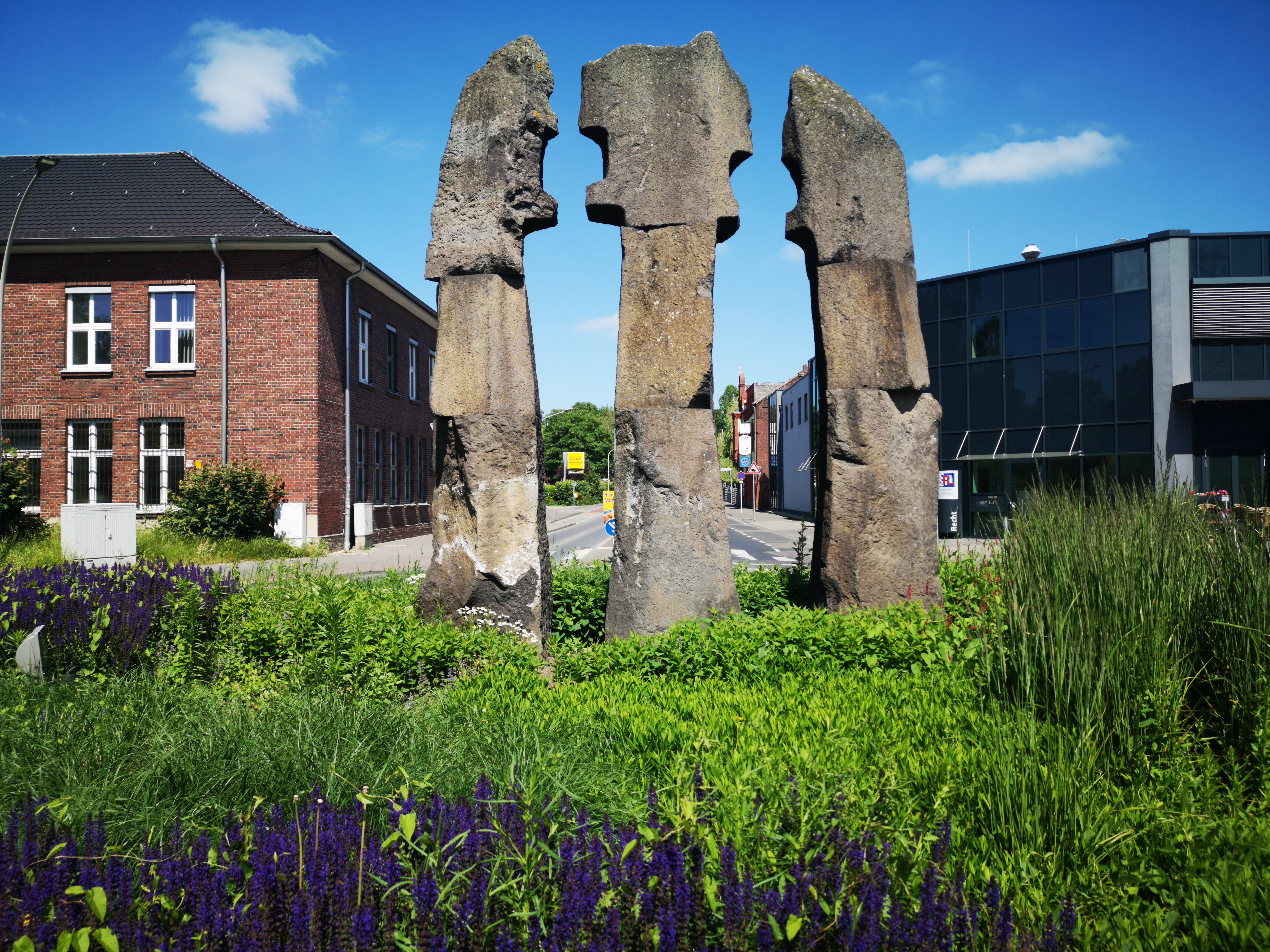
Steinzeittor als Kunstwerk im Kreisverkehr

Bereits zur Römerzeit im 1. bis zum 5. Jahrhundert, als das Gebiet zur Provinz Niedergermanien gehörte, führte eine Straße im Süden der heutigen Bebauungsgrenze (Stadtwaldstraße) vorbei. Durch Rheindahlen führt die Bundesstraße 57 Krefeld–Aachen, die dem Verlauf einer bereits im Hochmittelalter erwähnten Straße folgt. Diese wird Ende des 18. Jahrhunderts als Chaussee von Aachen über Erkelenz, Mönchengladbach bis nach Krefeld neu konzipiert und realisiert. Im Jahr 1833 findet sie als Bezirksstraße in der Rheinprovinz Erwähnung, ebenso, wie zwei Kommunal-Wege nach Dülken und Neuss. In den Jahren 1843–1845 wurde die Straße von Rheindahlen nach Rheydt (heute: Stadtwaldstraße), die schon in römischer Zeit die Städte Maastricht und Xanten verband, an die gerade genannte Chaussee am südlichen Rand der Stadt angeschlossen und ausgebaut. In den Jahren 1863–1864 wurde die nach Norden führende Straße von Odenkirchen über Rheindahlen nach Hardt und Dülken (heute Hardter Straße) ausgebaut. Seit dem 19. September 1995 verläuft die B 57 als 3,7 Kilometer lange nordwestliche Ortsumgehung als B 57n um Rheindahlen herum. Die gesamten Baukosten betrugen 24,9 Millionen DM. Erste Ideen, eine Umgehungsstraße um Rheindahlen herum zu bauen, wurden bereits in den 1950er Jahren geäußert. Die Stadt Mönchengladbach begann mit den Planungen einer Aachen-Ruhr-Straße als Entlastung für die Ortsdurchfahrt Rheindahlen. 1976 übernahm der LVR die Übernahme dieser Planung und legte 1978 einen Vorentwurf vor. Die Verkehrsbelastung der durch den Ortskern führenden B 57 war um diese Zeit schon auf 10.000 Pkw in 24 Stunden gestiegen. Bedingt durch rund 40 Züge, die täglich die Gladbacher Straße kreuzten bildeten sich oft lange Rückstaus. Nachdem das Planfeststellungsverfahren 1986 begann, verzögerte sich die Fertigstellung der Umgehungsstraße mehrere Male aufgrund einer fehlerhaften Ausschreibung und durch den Austausch von bereits verbautem, schadstoffbelastetem Füllmaterial. Eine Anbindung an die A 61 (Venlo–Hockenheim) besteht in den Stadtteilen Mönchengladbach-Holt und -Rheydt. 1999 wurde der Kreuzungsbereich von Hardter- und Gladbacher Straße, in dessen unmittelbarer Nähe sich das Zentrum Kraftfahrwesen der Bundeswehr (ZKfWBw) ehemals Zentrale Militärkraftfahrtstelle (ZMK) befindet, in einen Kreisverkehr umgewandelt. In der Mitte wurde die steinerne Großplastik Steinzeittor  des Künstlers Peter Rübsam installiert. Es erinnert mit den Schemen von zwei menschlichen Körpern an die frühgeschichtlichen Funde rund um Rheindahlen.

### Nordpark
Zu Rheindahlen gehört ebenfalls der zwischen Holt und Rheindahlen gelegene Nordpark. Dabei handelt es sich um eine ehemals von den Britischen Streitkräften genutzte Fläche, die unter dem Leitbild Sport und Kultur von der Entwicklungsgesellschaft Mönchengladbach neu geplant und bebaut wird. Nach dem Krieg war auf dem Gelände nordöstlich von Genhülsen unter anderem das 17th Vehicle Depot untergebracht. Fahrzeuge aller Art, Panzer und Lazarettzüge konnten über einen eigenen Gleisanschluss, der im Rheindahlener Bahnhof mündete, transportiert werden. Seit 2004 entstanden dort neben Flächen für Wirtschaftsunternehmen unter anderem der 54.010 Zuschauer fassende Borussia-Park und der Hockeypark. Im Borussia-Park trägt Borussia Mönchengladbach seine Heimspiele aus. Im HockeyPark fand die Feldhockey-Weltmeisterschaft der Herren 2006 statt.

### Joint Headquarters
Rund vier Kilometer nördlich von Rheindahlen liegt das NATO-Hauptquartier JHQ Rheindahlen (JHQ für Joint Headquarters) als eigener Stadtteil (Rheindalen II). Im JHQ war bis 1994 das NATO-Kommando Allied Command Europe Rapid Reaction Corps (ARRC) untergebracht. Diese Einheit ist ein multinationaler Logistikverband. Die Framework-Nation ist Großbritannien. Hervorgegangen ist dieser Verband aus der Britischen Rheinarmee (BAOR). Rheindahlen ist seit 1955 der internationale Hauptsitz der Navy, Army and Air Force Institutes (NAAFI), die Angehörige der Britischen Streitkräfte versorgt. Der Abzug der britischen Streitkräfte wurde vom 11. bis 14. Juli 2013 im JHQ und in der Mönchengladbacher Innenstadt groß zelebriert, allerdings nicht wie erhofft mit einem Mitglied des britischen Königshauses. Am 13. Dezember 2013 wurde das JHQ Rheindahlen abgesperrt und offiziell an die Bundesrepublik Deutschland übergeben.

### Medien
Über Rheindahlen wird unter anderem in den Lokalteilen der Rheinischen Post und der Westdeutschen Zeitung berichtet. Zudem existieren lokale Anzeigenblätter wie der Extra Tipp am Sonntag und der StadtSpiegel am Mittwoch. Einmal im Monat erscheint seit 1987 mit dem „Stadt- und Landbote“, später aus Rechtsgründen umbenannt in „SL-Zeitung für Rheindahlen“, danach „SL-Rheindahlen“, eine Stadtteilzeitung, die lokale Themen und Veranstaltungen zum Teil mit Artikeln in Plattdeutscher Sprache behandelt.
Der Sender CityVision, das Stadtfernsehen für Mönchengladbach und die umliegende Region, war für Kunden des Anbieters Unitymedia im analogen Kabelfernsehen und über DVB-C bis 2019 zu empfangen. Ebenso so wie der auch terrestrisch oder über Livestream im Internet zu empfangende Radiosender Radio 90,1 dem Lokalradio für die Stadt Mönchengladbach. Daneben berichtet das WDR Fernsehen mit der Lokalzeit aus Düsseldorf über Mönchengladbach und Rheindahlen.

## Bildungswesen
Eine erste Schule in Dahlen wird im 16. Jahrhundert erwähnt. Eine Dahlener Schulordnung liegt seit 1595 vor, in dieser Zeit hatte die Schule eine lateinische und eine deutsche Abteilung. Im Jahr 1796 gab es fünf Schulen, zwei in der Stadt und drei im Landgebiet. In der Stadt bestanden im Jahr 1827 zwei Elementarschulen.
Rheindahlen besitzt heute neben den beiden Kindergärten der Kirchengemeinde St. Helena drei weitere städtische Kindergärten und Kindertagesstätten am Südwall, am Saasfelder Weg und an der Rochusstraße im Ortsteil Broich. Daneben die in auf eine Elterninitiative zurückgehende Kindertagesstätte Regenbogenhaus an der Gladbacher Straße.
Im Jahr 1968 wurde an der Geusenstraße ein neues Grundschulgebäude eröffnet. Die katholische Volksschule Rheindahlen war der Vorgänger der beiden in diesem Gebäude untergebrachten Schulen. Dabei handelt es sich um die katholische Will-Sommer-Schule sowie die ehemalige evangelische Grundschule Rheindahlen, die zu einer Gemeinschaftsgrundschule umgewandelt wurde. Die Hausverwaltung übernahm ab 1968 der Rektor der katholischen Grundschule. Nach den Schulschließungen in Gerkerath und Sittard übernahm die katholische Grundschule die vorhandenen Lehr- und Lernmittel dieser Einrichtungen. Die katholische Grundschule Rheindahlen erhielt unter dem Schulleiter Kempers im Jahr 1986 den Namen „Will-Sommer-Schule“ in Erinnerung an den aus Günhoven stammenden Bildhauer und Erzieher Will Sommer.
Als weiterführende Schulen befinden sich der 1971 fertiggestellte Komplex bestehend aus Gymnasium Rheindahlen und katholischer Hauptschule Rheindahlen ebenfalls an der Geusenstraße. Darüber hinaus befindet sich im Schulzentrum
die Schul- und Stadtteilbibliothek Rheindahlen der Stadtbücherei Mönchengladbach mit angeschlossener Sporthalle und einem Hallenschwimmbad, die unter anderem für den Schulsport und vom TV Rheindahlen genutzt wird. Zusätzlich gehören die Will-Sommer Grundschule in Broich sowie die katholischen Grundschulen in Hehn und Günhoven zum Bildungsangebot Rheindahlens.
Im Gebäude der 1935 erbauten, ehemaligen Adolf-Hitler-Schule auf der Max-Reger-Straße befindet sich die Rheinische Förderschule Mönchengladbach des Landschaftsverbands Rheinland.
Ein weiteres Schulgebäude, das der ehemaligen Dorfschule des Rheindahlener Ortsteiles Gerkerath, wurde bis in das Jahr 2007 als Schulgebäude für die Grundschule und als Kindergarten genutzt. Es wurde 1928/29 erbaut. Die Eintragung des Gebäudes in die Liste der Baudenkmäler ist geplant.

## Persönlichkeiten
Dieser Abschnitt listet in (Rhein-)Dahlen geborene Personen auf. Es sind Personen, die wichtig für den Ort sind; also Personen, die entweder dort gewirkt haben, deren Person eng mit dem Ort verbunden oder deren Name überregional bekannt ist.
- Peter Syben (* 1596 in Dahlen; † 14. Oktober 1659), Benediktinermönch, Pastor von Dülken, 35. Abt von Gladbach
- Martin Syben (* 21. Oktober 1604 in Dahlen; † 15. Oktober 1668 in Köln), Jesuit, Lehrer in Trier
- Jacob Masen (* 23. März 1606 in Dahlen; † 27. September 1681 in Köln), jesuitischer Poetiker, Theologe und Historiker
- Max Meckel (* 28. November 1847 in Dahlen; † 24. Dezember 1910 in Freiburg im Breisgau), Architekt
- Anton „Toni“ Mennen (* 1927 in Mennrath; † 2007), Landwirt, Heimatforscher, Autor zweier Bücher über Burg Gripekoven ( s.unter Literatur), ehrenamtlicher Mitarbeiter der Bodendenkmalpflege, seine Aufmerksamkeit und beharrlichen Hinweise führten zur archäologischen Grabung in der an sein Land grenzenden Ziegelei Dreesen, einem bedeutenden steinzeitlichen Lager- und Werkplatz – und schließlich zur Schaffung des archäologischen Museums im Erdgeschoss des Wasserturms
- Heinrich Neusen (* 9. April 1876 in Dahlen; † 16. Mai 1958 in Anrath), vom 1. Juni 1908 bis zum 30. Juni 1943 Bürgermeister von Anrath, am 9. April 1956 zum Ehrenbürger Anraths ernannt, gleichzeitige Verleihung des Bundesverdienstkreuzes durch Bundespräsident Theodor Heuss.[113]
- Paul-Peter Schagen (* 26. Dezember 1877 in Rheindahlen; † 20. Dezember 1944), Priester in Raeren, Linn, Aachen-Brand und Kaplan in St. Peter in Köln
- Will Sommer (* 19. März 1906 in Günhoven; † 17. März 1974 in Rheindahlen), Bildhauer
- Fritz Rahmen (* 13. Juni 1905 in Rheindahlen; † 25. August 1977), Politiker (CDU), Oberbürgermeister von Rheydt
- Wilhelm Josef Gerhards (* 21. Januar 1943 in Rheindahlen), Schriftsteller und Journalist
- Hans-Georg Maaßen (* 24. November 1962 in Rheindahlen), Jurist, von 2012 bis 2018 Präsident des Bundesamts für Verfassungsschutz.

### Ehrenbürger
| Johann Franz Nicodem Bürgermeister a. D. der Stadt Rheindahlen, Ritter p.p. geb. 6. März 1820, gest. 6. März 1904 Ehrenbürger der Stadt Rheindahlen |

Auf Grund seiner Verdienste um die Stadt Rheindahlen wurde der langjährige Bürgermeister Johann Franz Nicodem zum bislang einzigen Ehrenbürger der Stadt ernannt.
- Johann Franz Nicodem (* 6. März 1820 in Goch; † 6. März 1904 in Mönchengladbach (ehemals Gladbach-Land)), war Ritter des Deutschherrenorden und zunächst Bürgermeister von Kaiserswerth sowie von 1857 bis zu seiner Pensionierung am 1. April 1900 Bürgermeister der damals selbständigen Stadt Dahlen (ab 1878 Rheindahlen). Seine Verdienste sind mehrere Vereinsgründungen, darunter eine landwirtschaftliche Vereinigung, sowie 1858 die Gründung der Sparkassen-Filiale in Dahlen. Das genaue Datum der Verleihung der Ehrenbürgerwürde ist nicht bekannt, wahrscheinlich ist, dass sie vor dem Jahr 1900 ausgesprochen wurde. Das Grabmal der Familie Nicodem, aus der auch der Bürgermeister von Obergeburth (1896–1907) und Alt-Gladbach (1907–1916), Eugen Nicodem, hervorging, steht am alten Friedhof an der Hardter Straße.[114] Der Friedhof wurde im Jahr 2011 nach einer Anregung des Bürgervereins Rheindahlen in Franz-Nicodem-Park umbenannt.